# II Cumbre de la Comunidad de Estados Latinoamericanos y Caribeños y la Unión Europea
La II Cumbre de la Comunidad de Estados Latinoamericanos y Caribeños y la Unión Europea, también conocida como la II Cumbre Celac-UE, se celebró en la ciudad de Bruselas, Bélgica, los días 10 y 11 de junio de 2015. Esta cumbre se tituló: 'Modelar nuestro futuro común: trabajar en pos de sociedades prósperas, cohesivas y sostenibles para nuestros ciudadanos'. En ella participaron jefes de Estado y de Gobierno pertenecientes a naciones miembros de la Unión Europea y de la Comunidad de Estados Latinoamericanos y Caribeños.

## Temas principales
Los diálogos de la Cumbre tratan temas birregionales en el marco de la interdependencia global, donde la cooperación UE-CELAC se torna importante.
Durante la II Cumbre se procura enfatizar la identidad y los valores compartidos entre Europa y América Latina y el Caribe.
También se considera como una oportunidad para profundizar en el diálogo político sobre iniciativas orientadas a los ciudadanos hacia el crecimiento sostenible, la educación, la seguridad humana y hacer frente al cambio climático.

## Algunos datos CELAC-UE
En el espacio eurolatinoamericano viven más de mil millones de habitantes
En la Cumbre se representan a 61 países y a las instituciones de la UE
Las Cumbres UE-CELAC congregan un tercio de los países de las Naciones Unidas
La UE se destaca por ser hasta ahora el primer inversor extranjero en CELAC y su segundo socio comercial. Geográficamente se considera que la Cumbre abarca una importante porción del planeta, lo cual la ubica entre los eventos internacionales de mayor relevancia política.

## Antecedentes
La I Cumbre CELAC-UE en 2013 fue establecida en 2010 como sucesora de las cumbres de Río y las de la Celac. Por lo tanto, si bien fue la primera cumbre que reunió a los países de la UE y la Celac, fue la segunda organizada por el organismo regional latinoamericano, y la séptima dentro de la serie de reuniones del tema.

## Países participantes (en 2013)

### Unión Europea

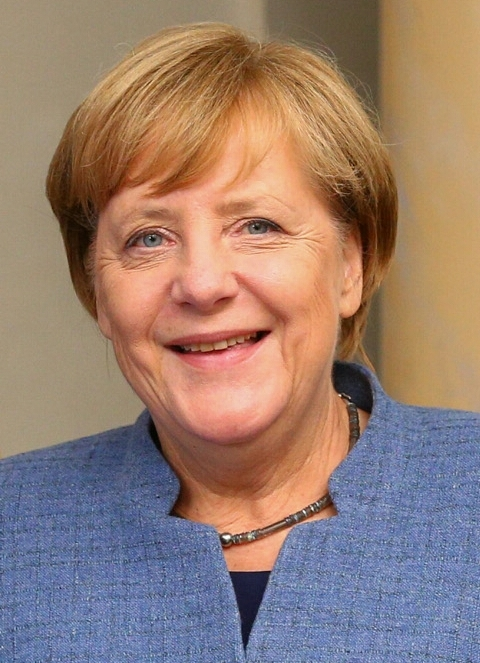
ALE Angela Merkel, Canciller
AUT Walter Grahammer, representante ante la UE
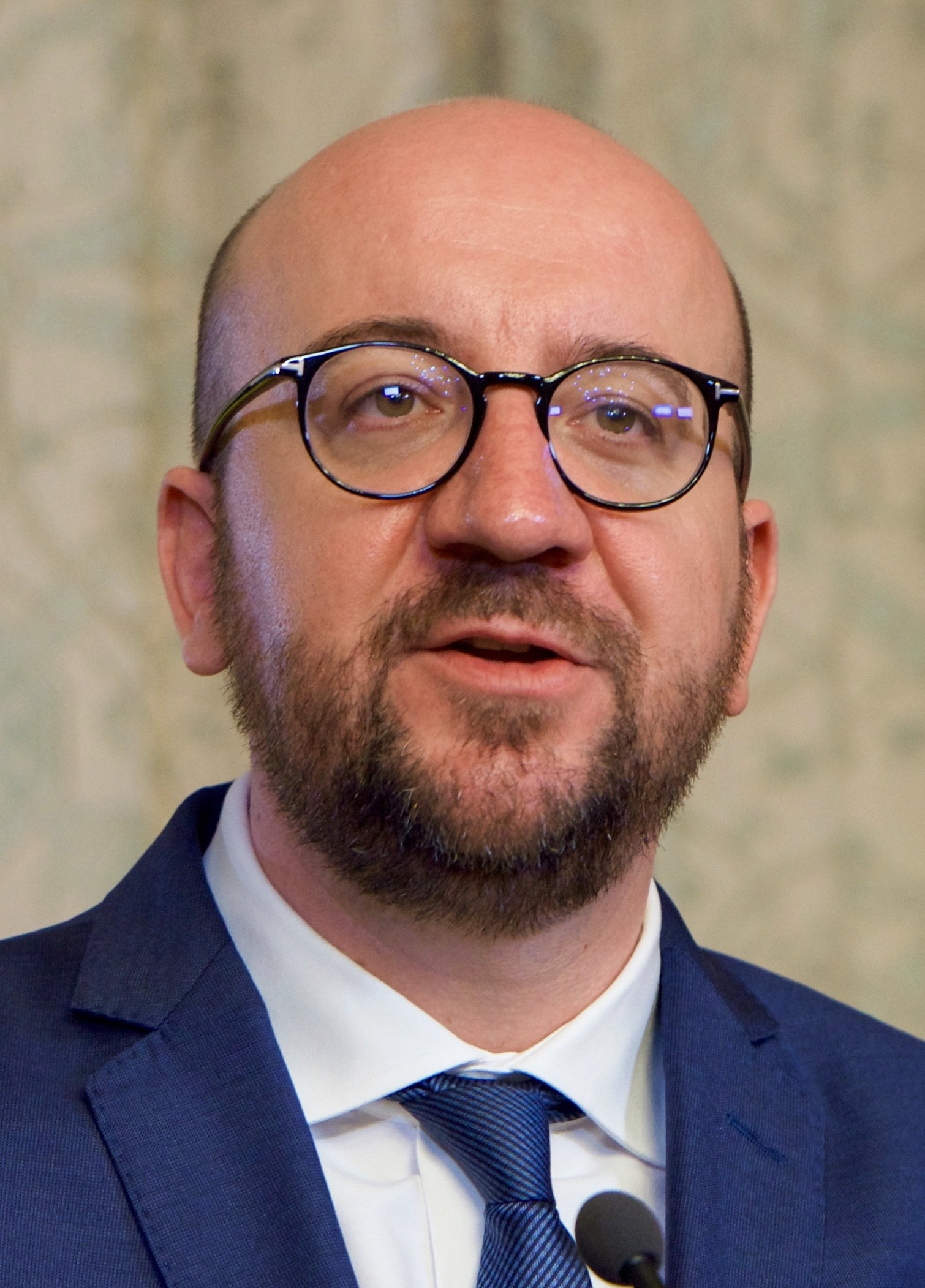
BEL Charles Michel, Primer ministro
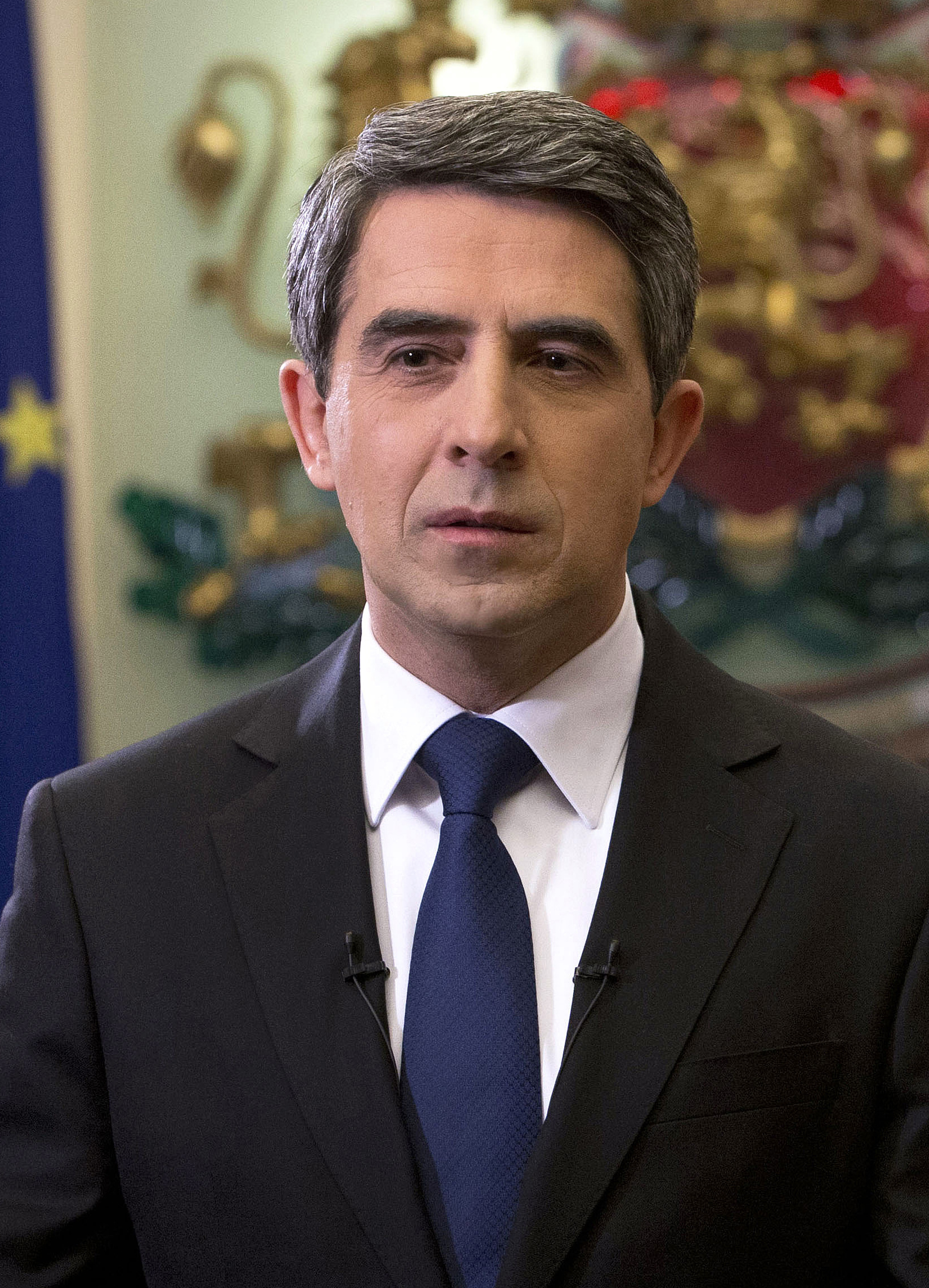
BUL Rosen Plevneliev, Presidente
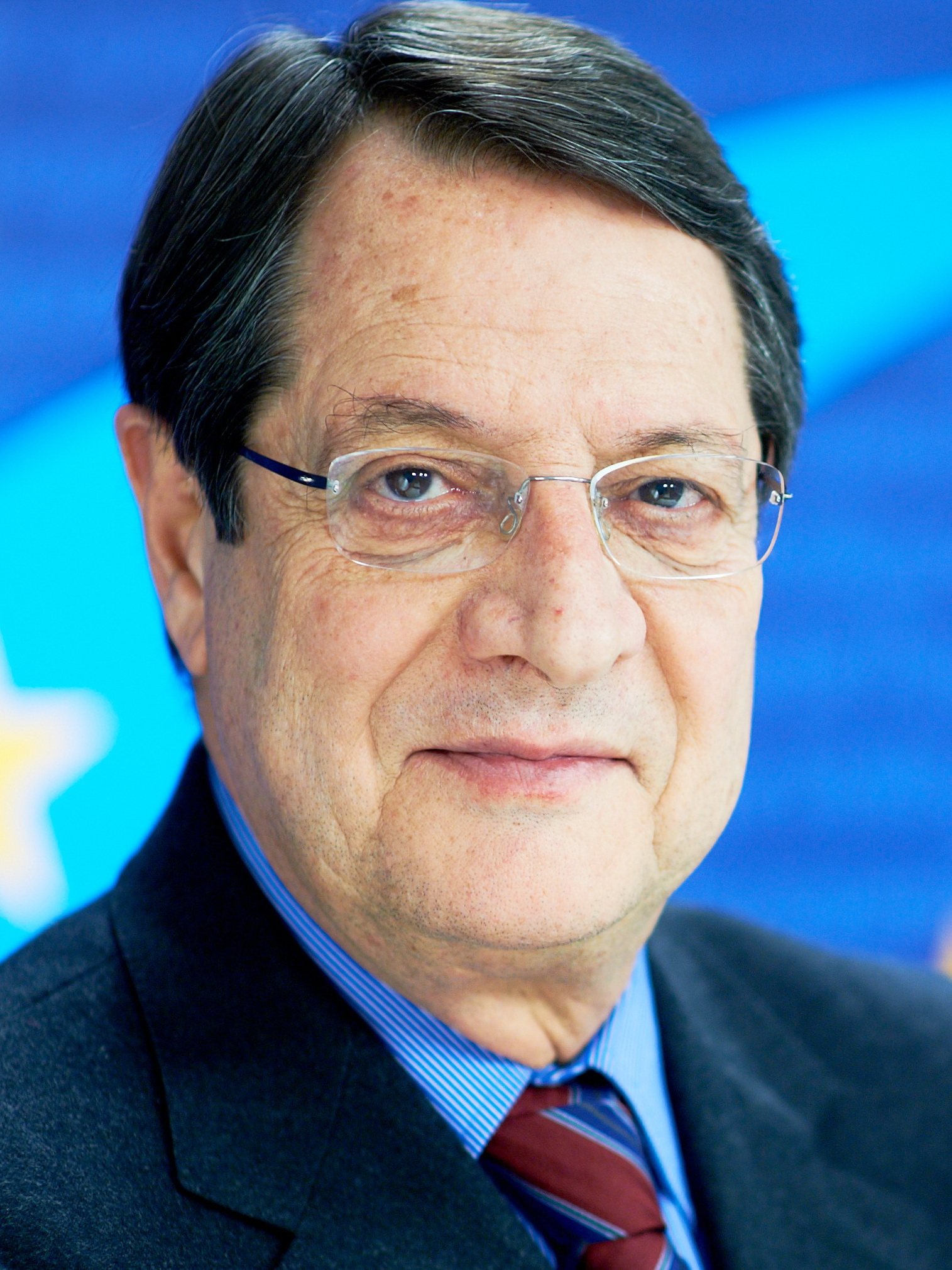
CYP Nicos Anastasiades, Presidente
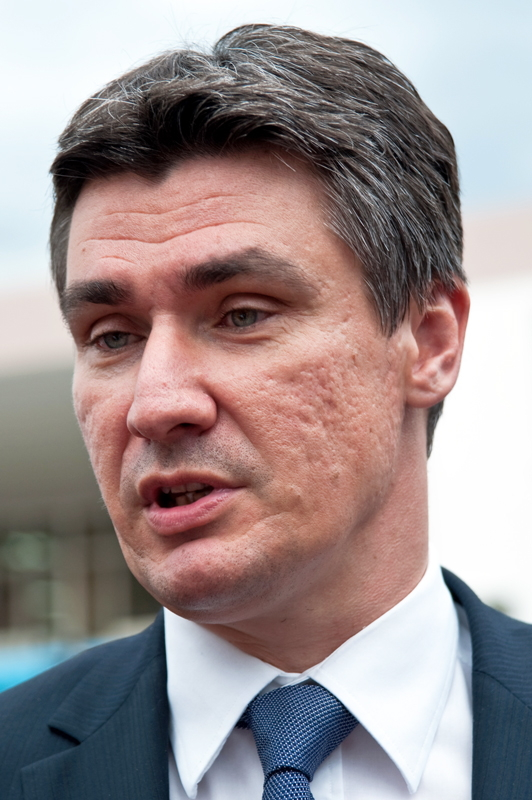
CRO Zoran Milanović, Primer ministro
DEN Kim Jørgensen, representante ante la UE
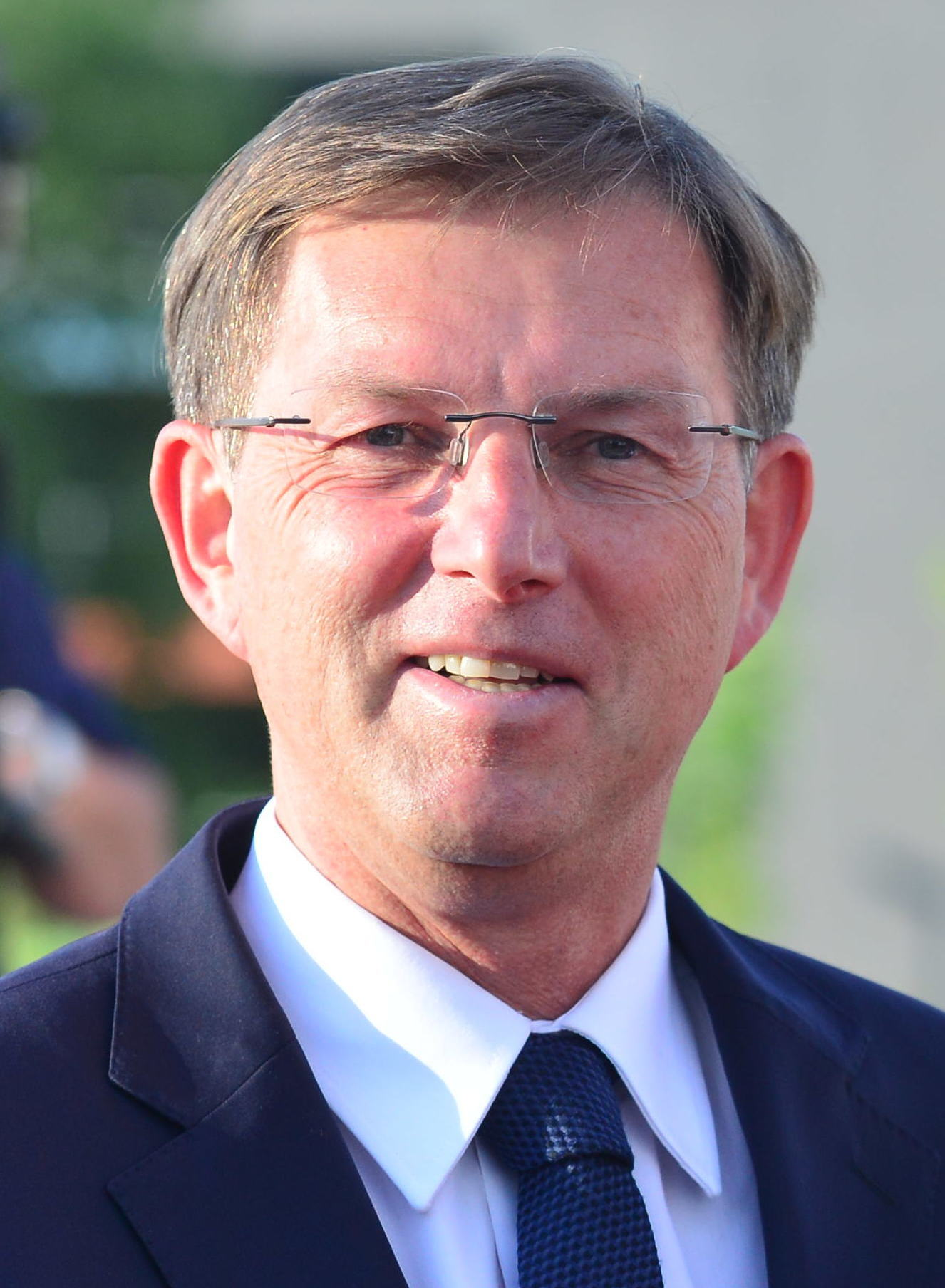
SVK Miro Cerar, Primer ministro
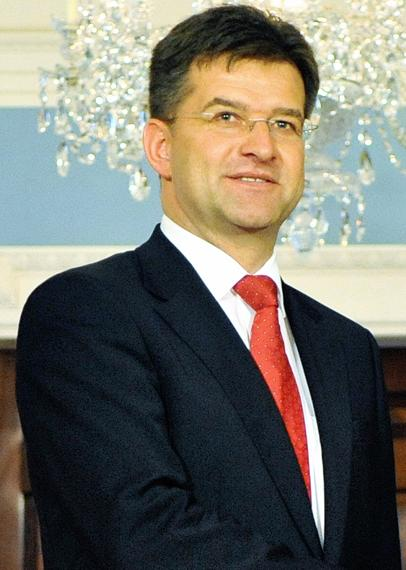
SLO Miroslav Lajčák, viceministro de Asuntos Exteriores
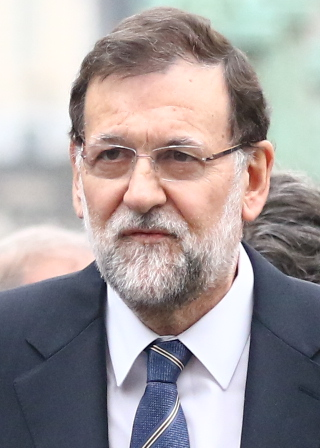
ESP Mariano Rajoy, Presidente del Gobierno
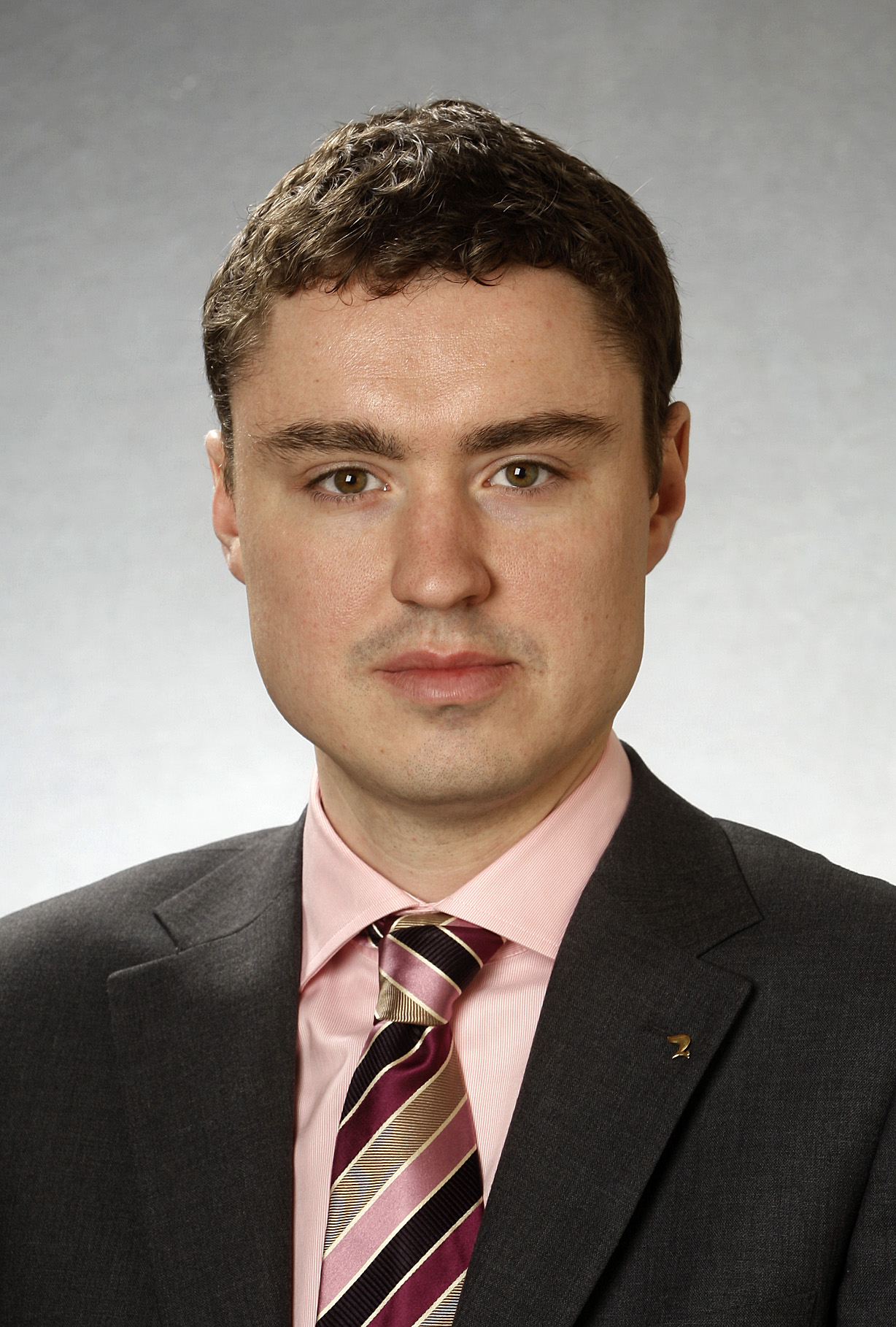
EST Taavi Rõivas, Primer ministro
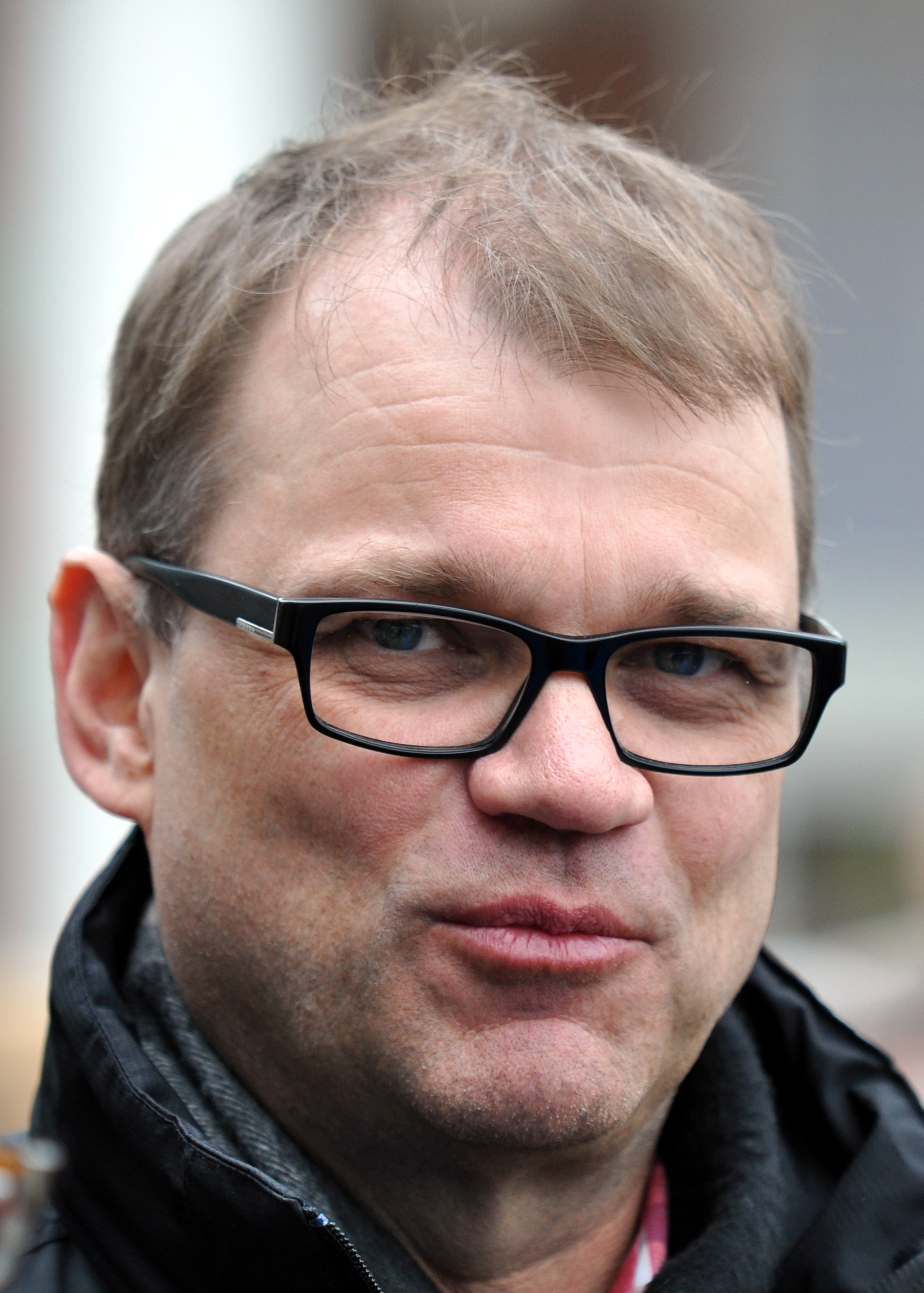
FIN Juha Sipilä, Primer ministro
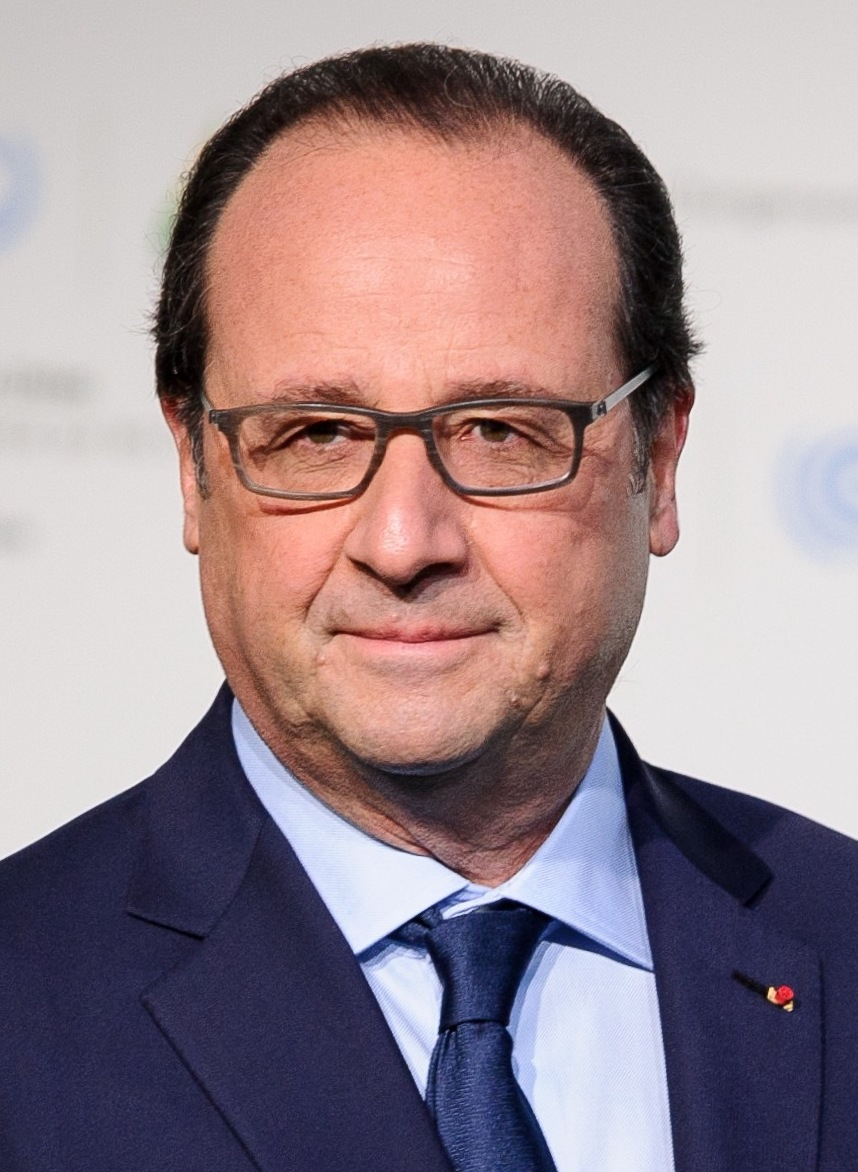
FRA François Hollande, Presidente
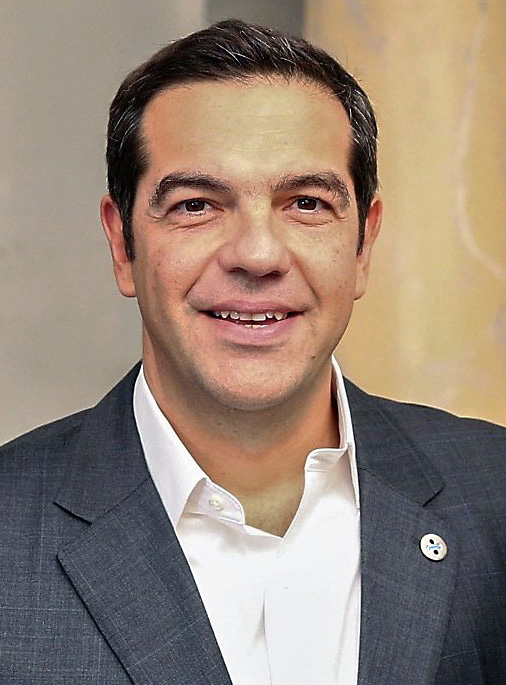
GRE Alexis Tsipras, Primer ministro
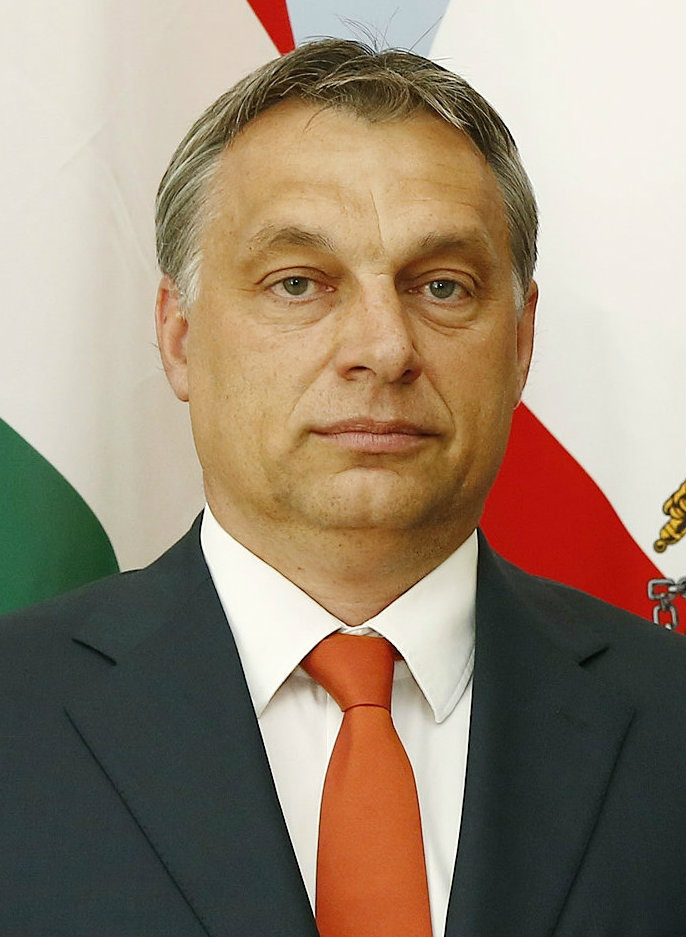
HUN Viktor Orbán, Primer ministro
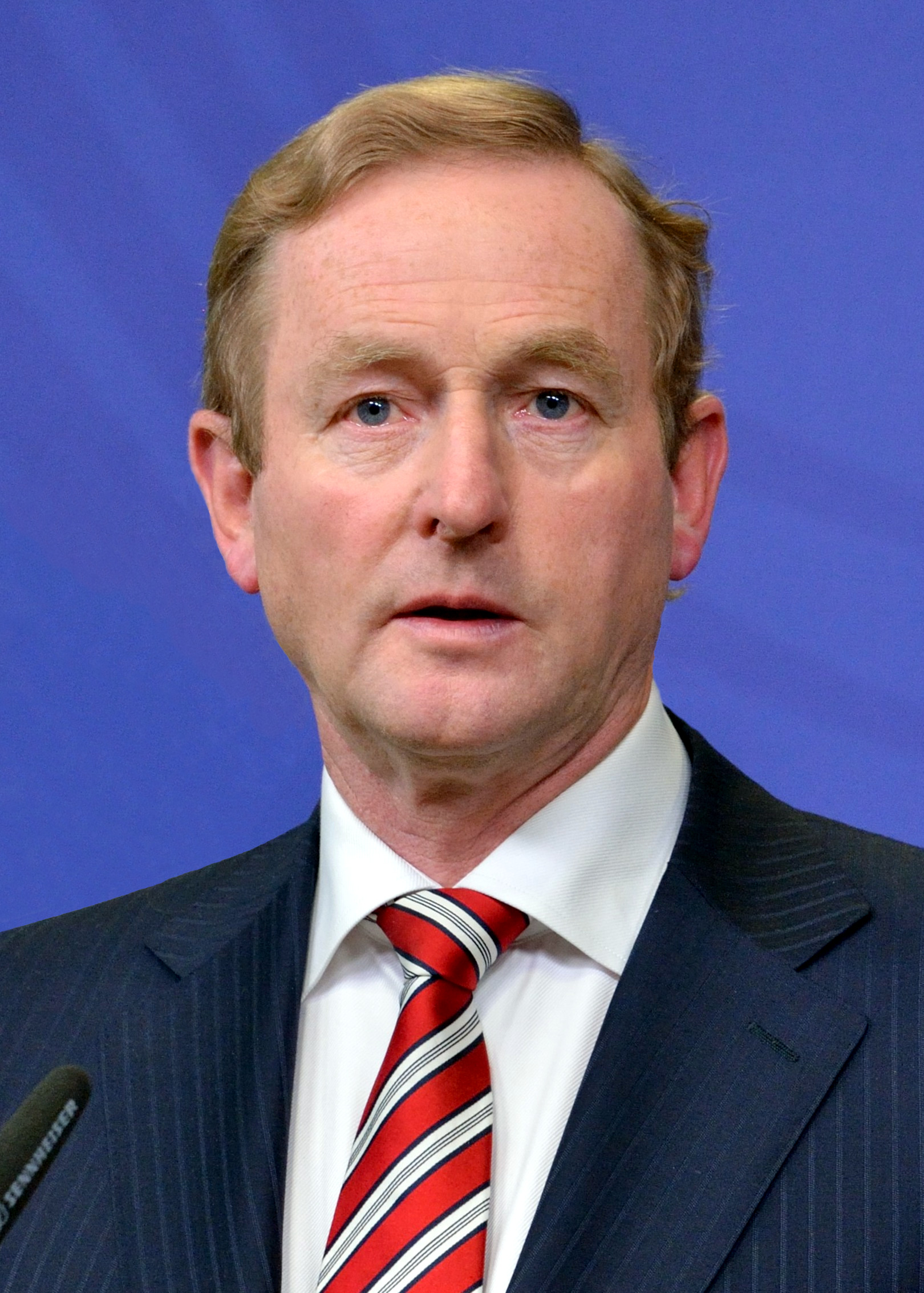
IRL Enda Kenny, Taoiseach
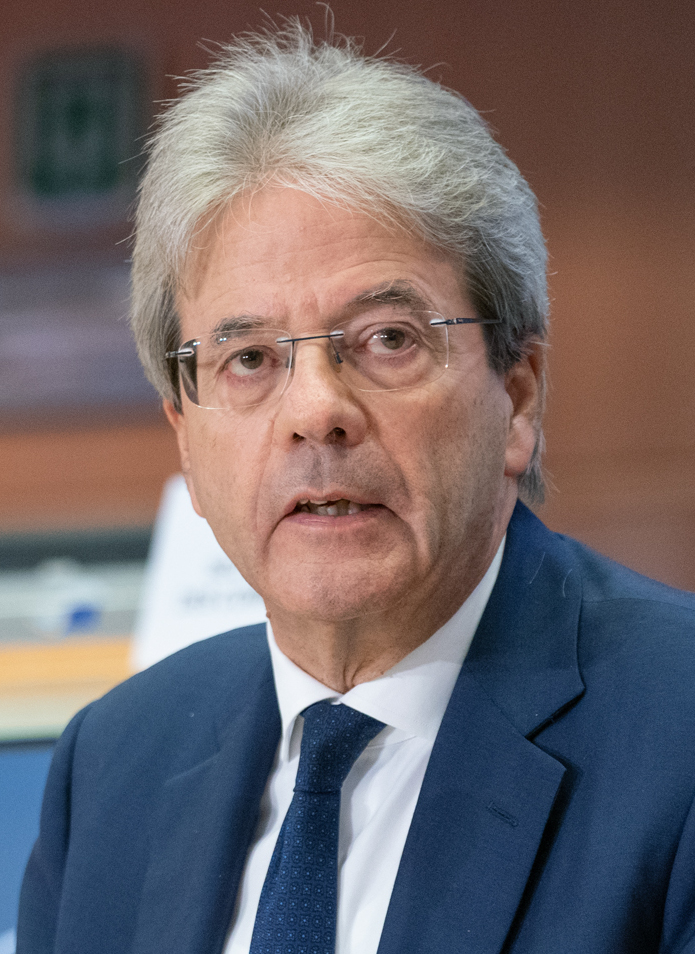
ITA Paolo Gentiloni, ministro de Relaciones Exteriores
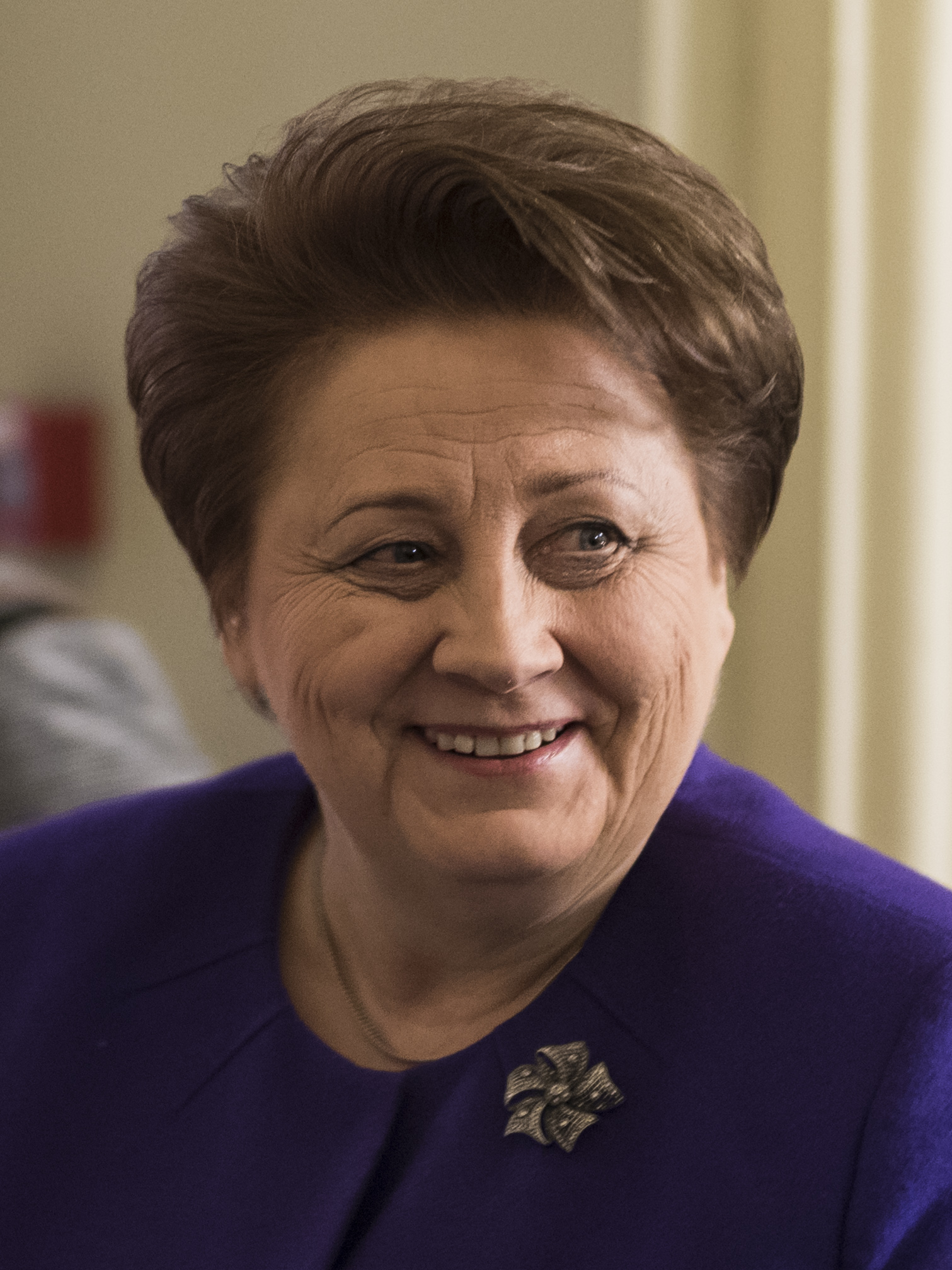
LET Laimdota Straujuma, Primera ministra
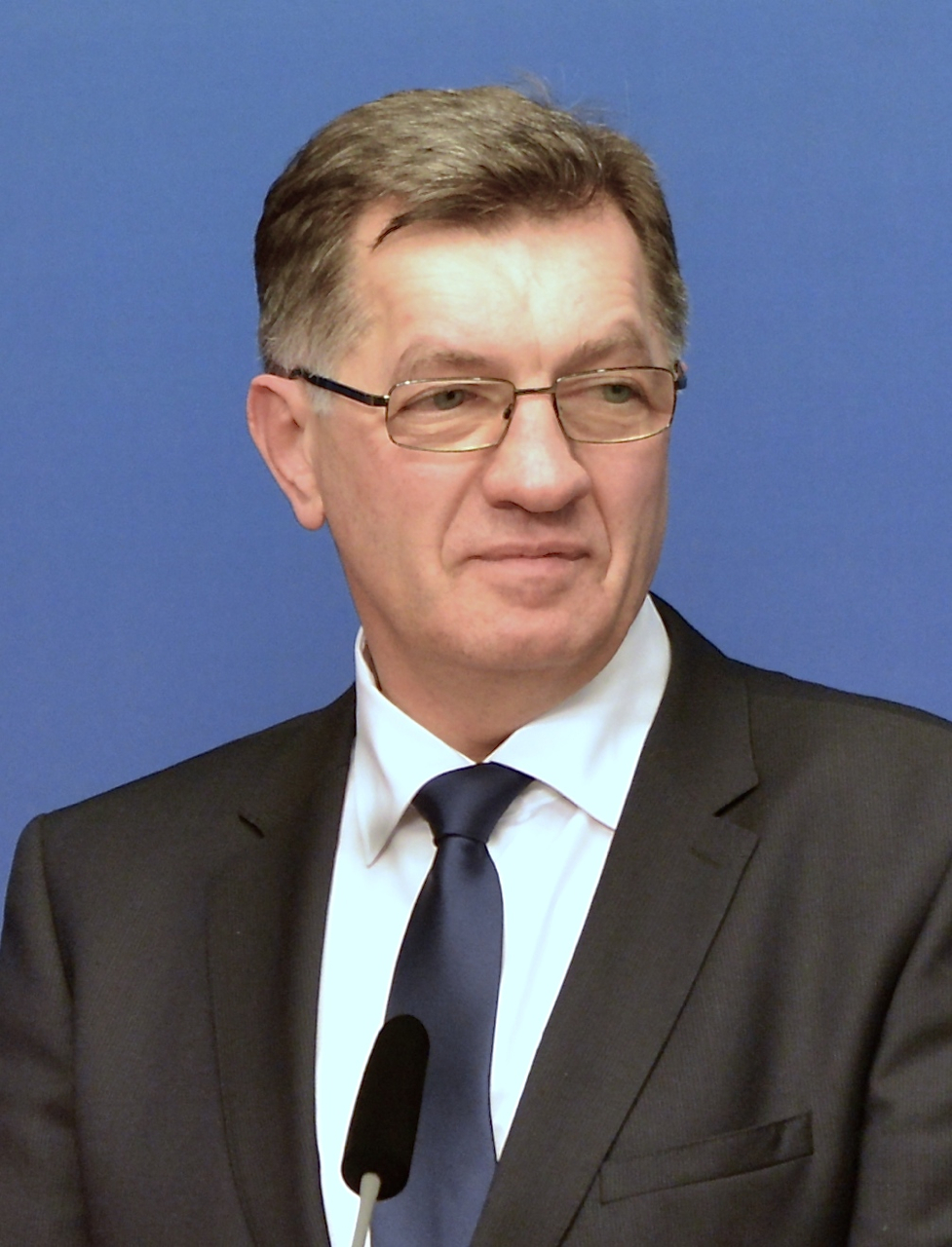
' Algirdas Butkevičius, Primer ministro
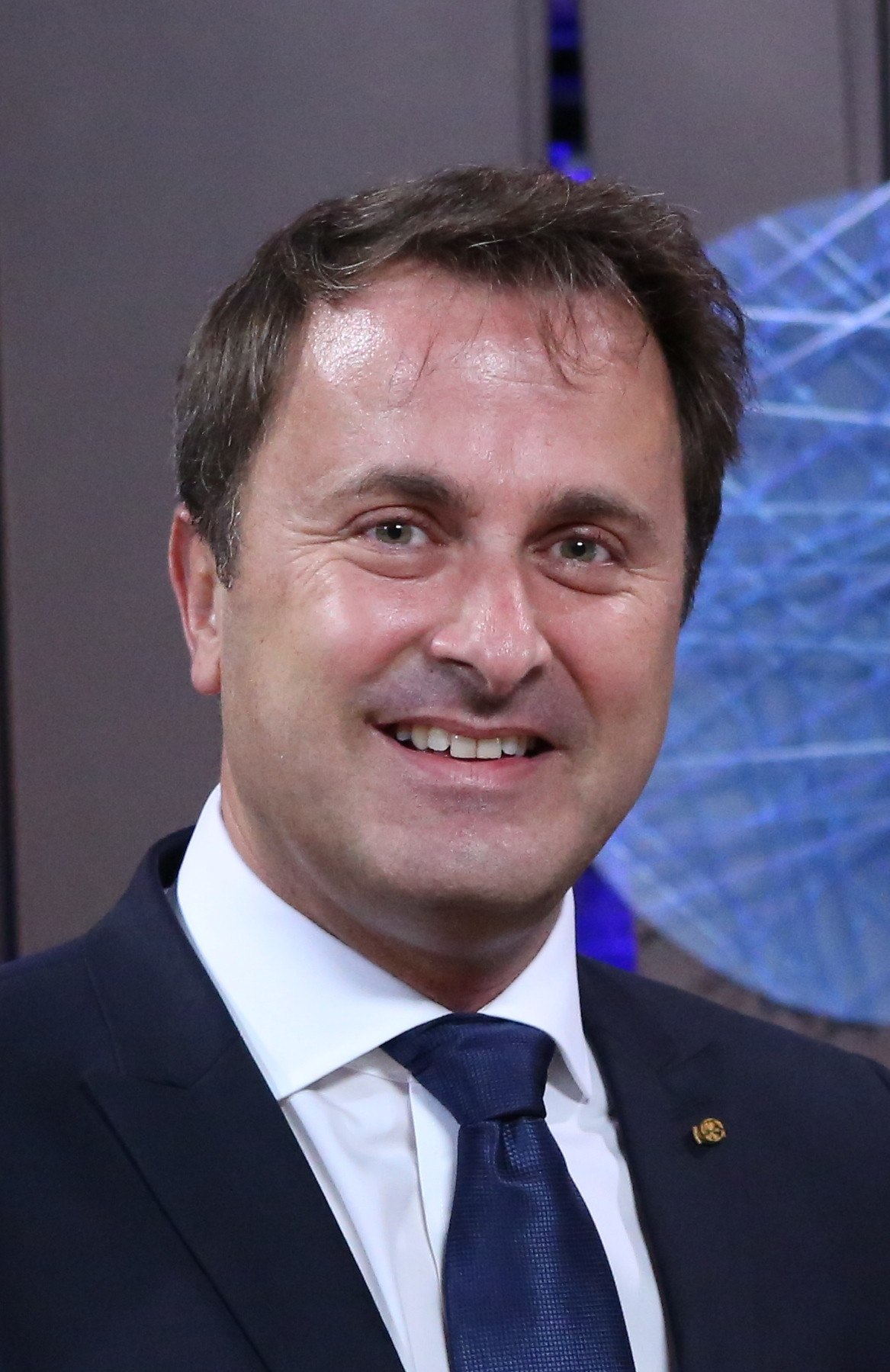
LUX Xavier Bettel, Primer ministro
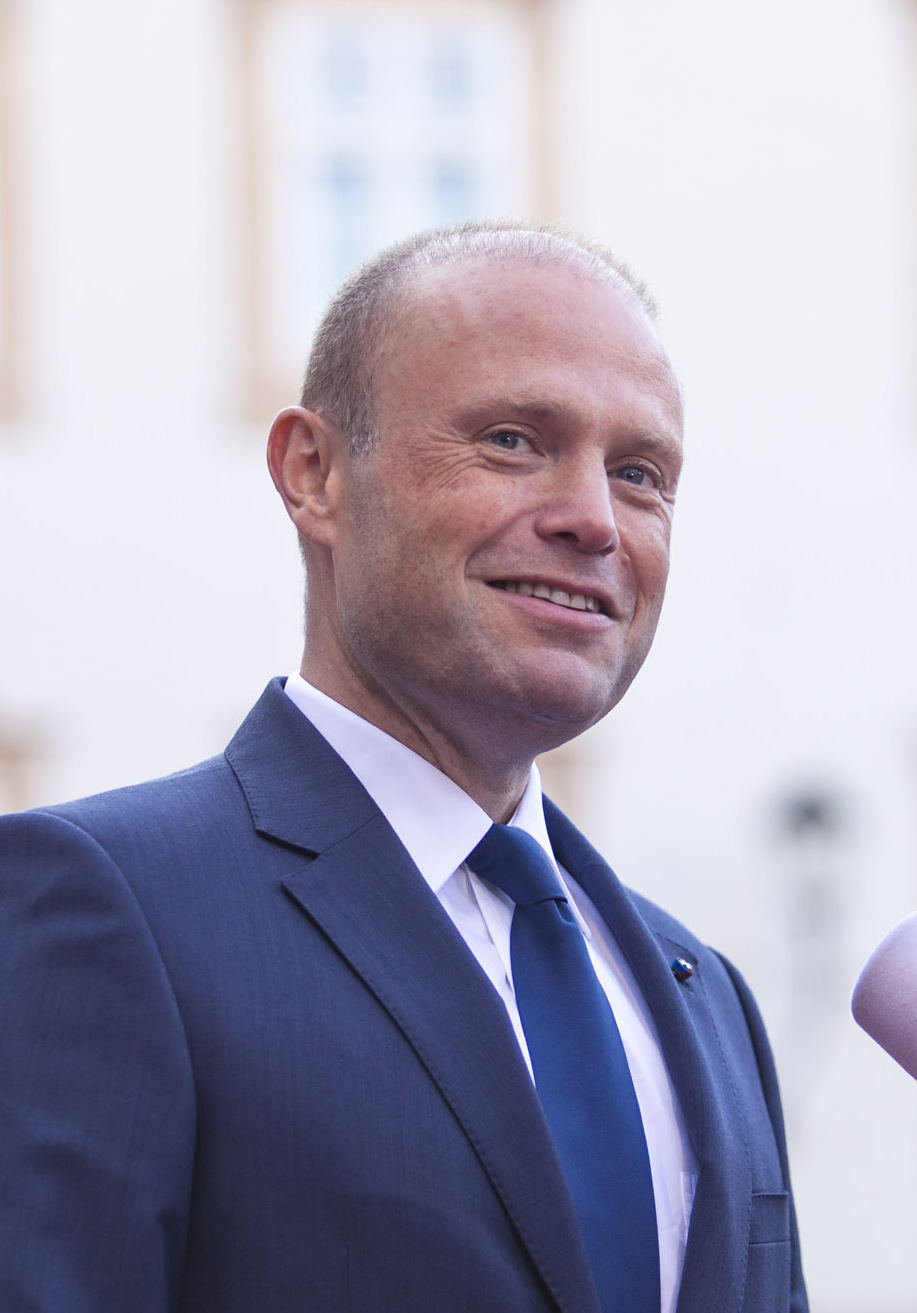
MLT Joseph Muscat, Primer ministro
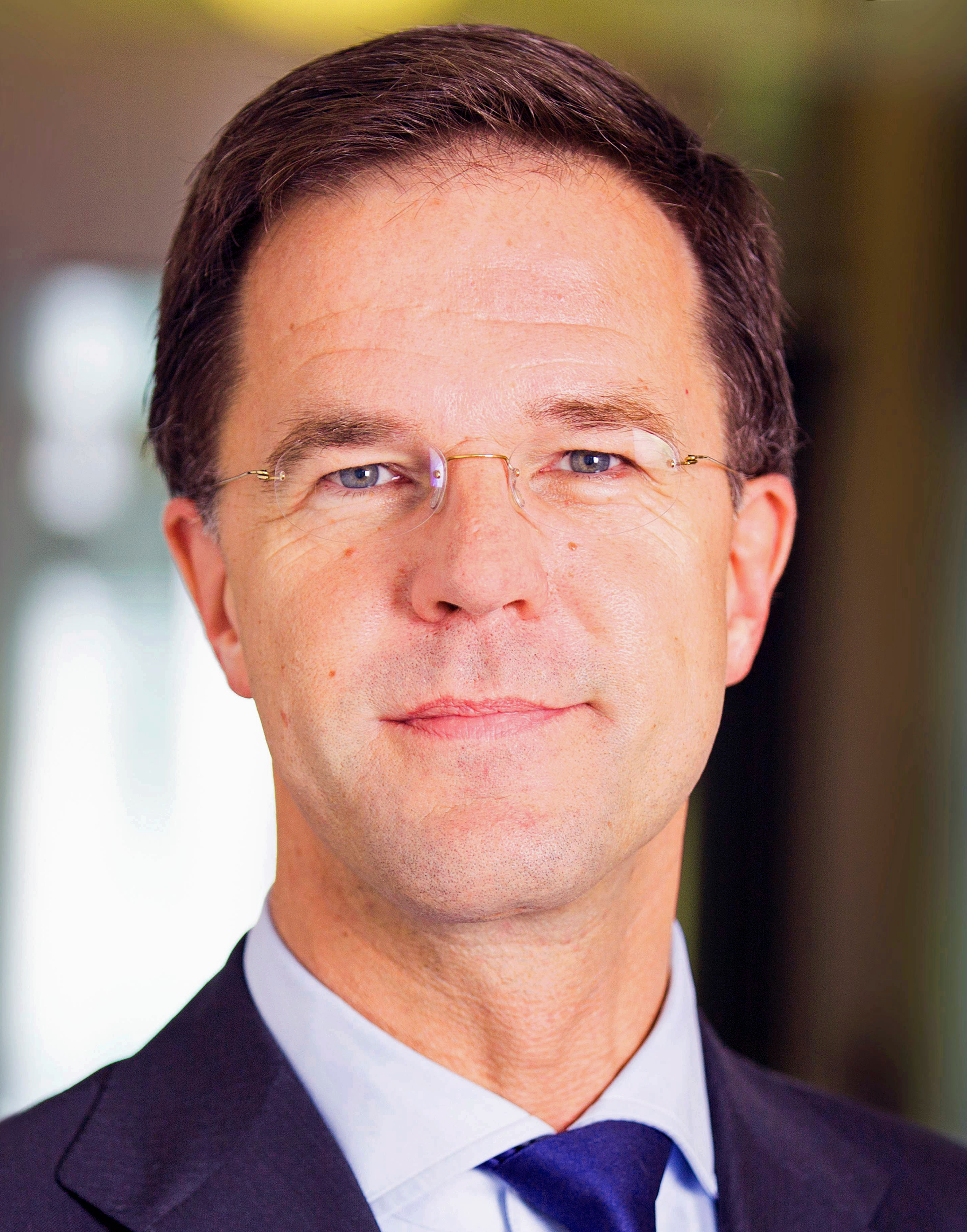
NED Mark Rutte, Primer ministro
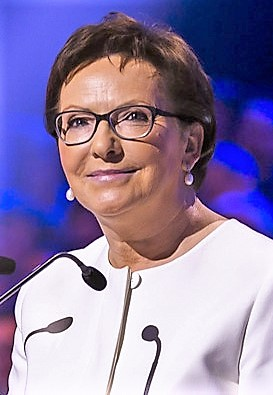
POL Ewa Kopacz, Primera ministra
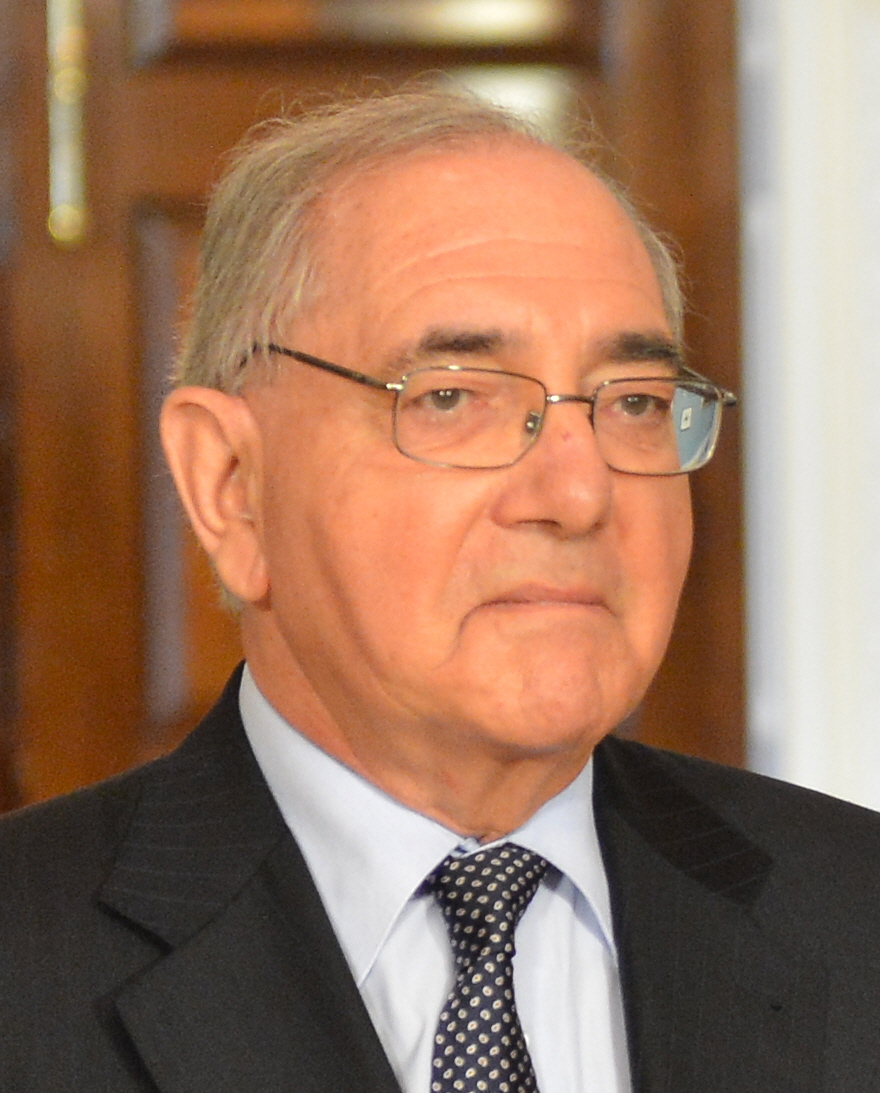
POR Rui Machete, ministro de Asuntos Exteriores
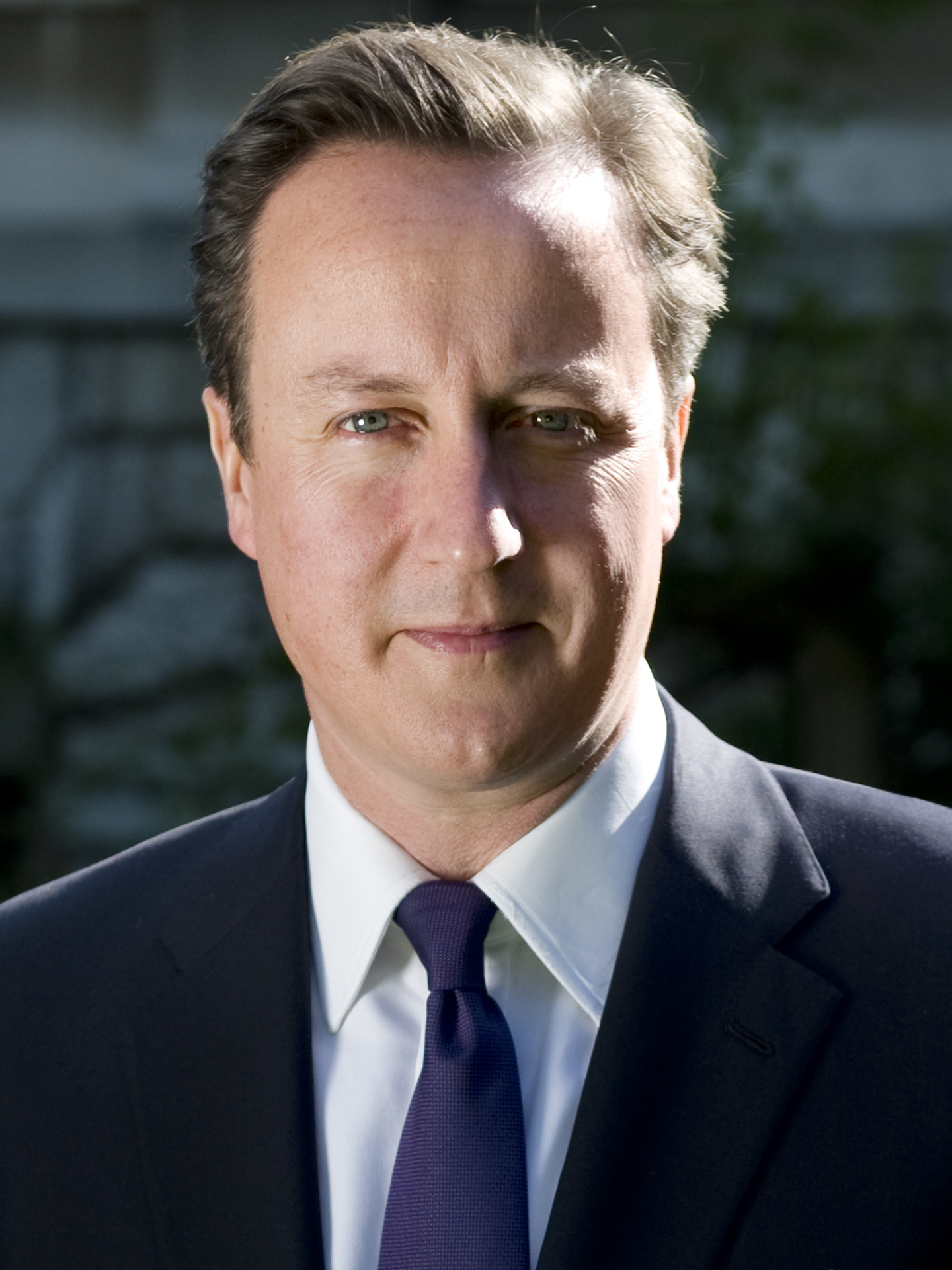
GBR David Cameron, Primer ministro
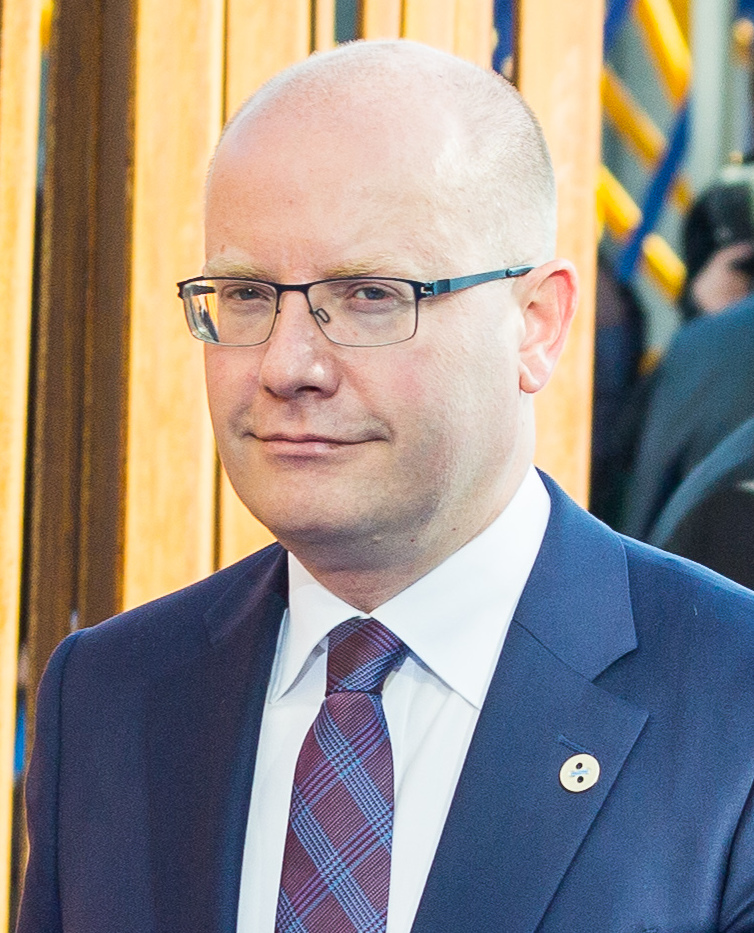
CZE Bohuslav Sobotka, Primer ministro
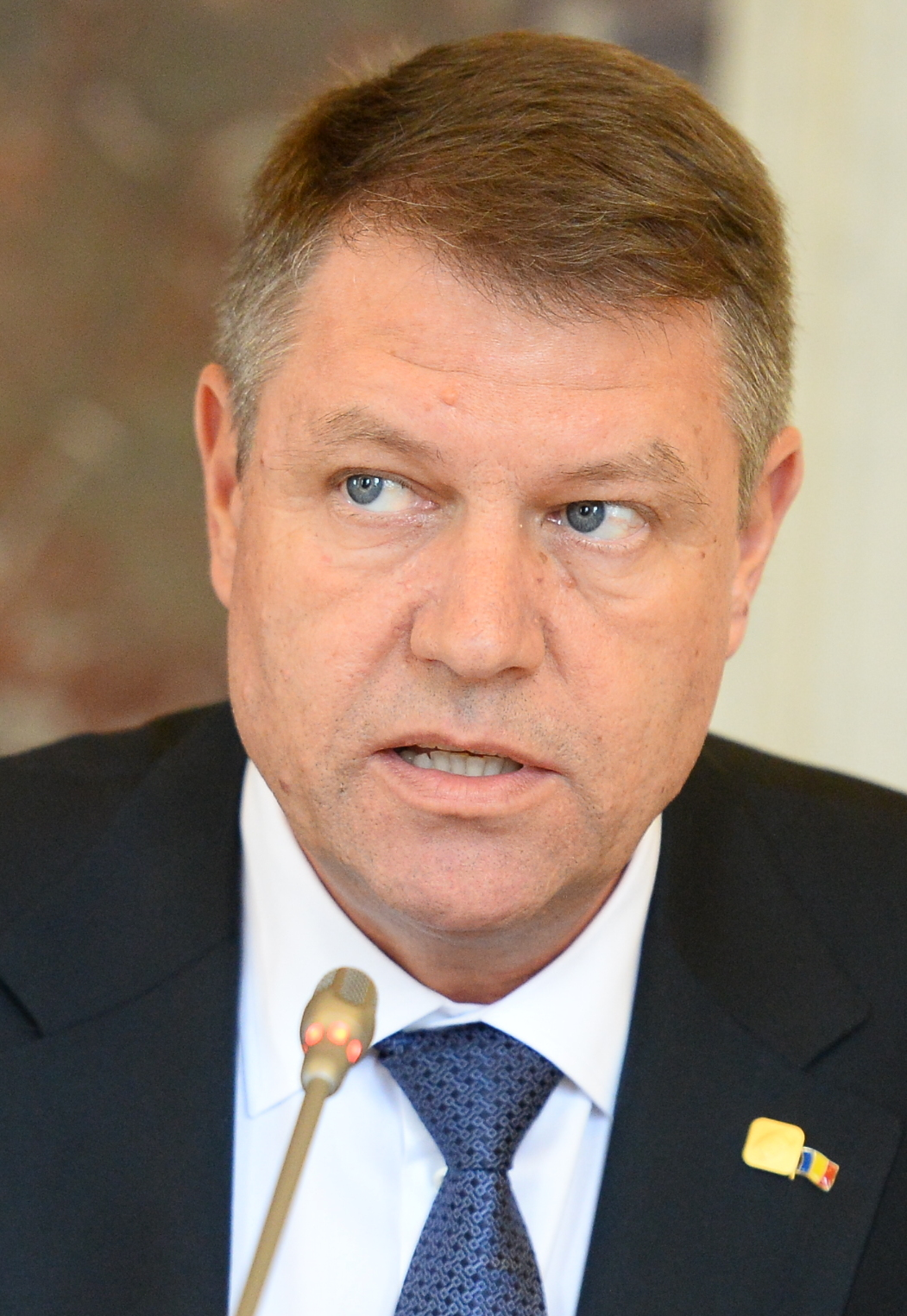
ROU Klaus Iohannis, Presidente
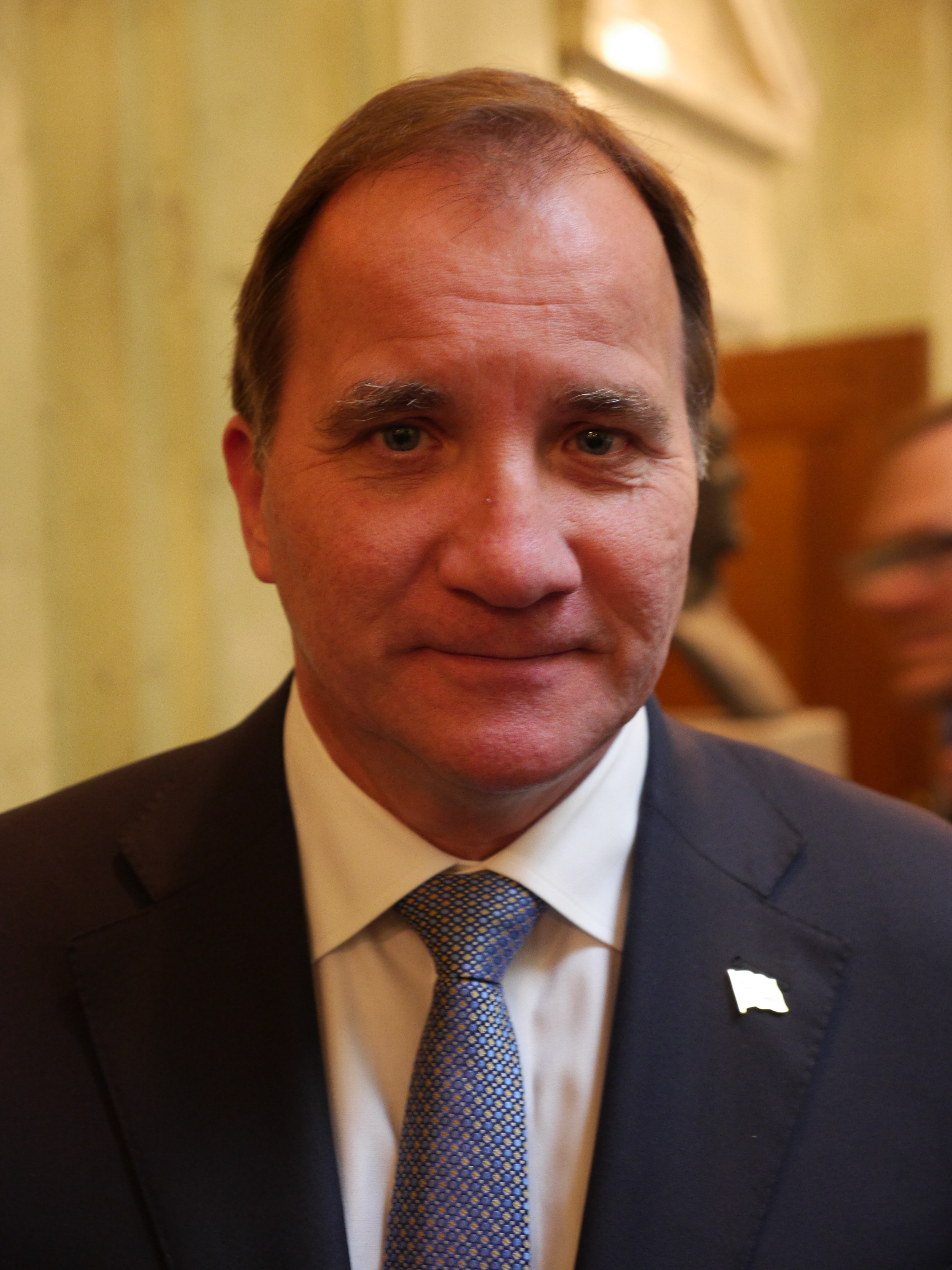
SUE Stefan Löfven, Primer ministro
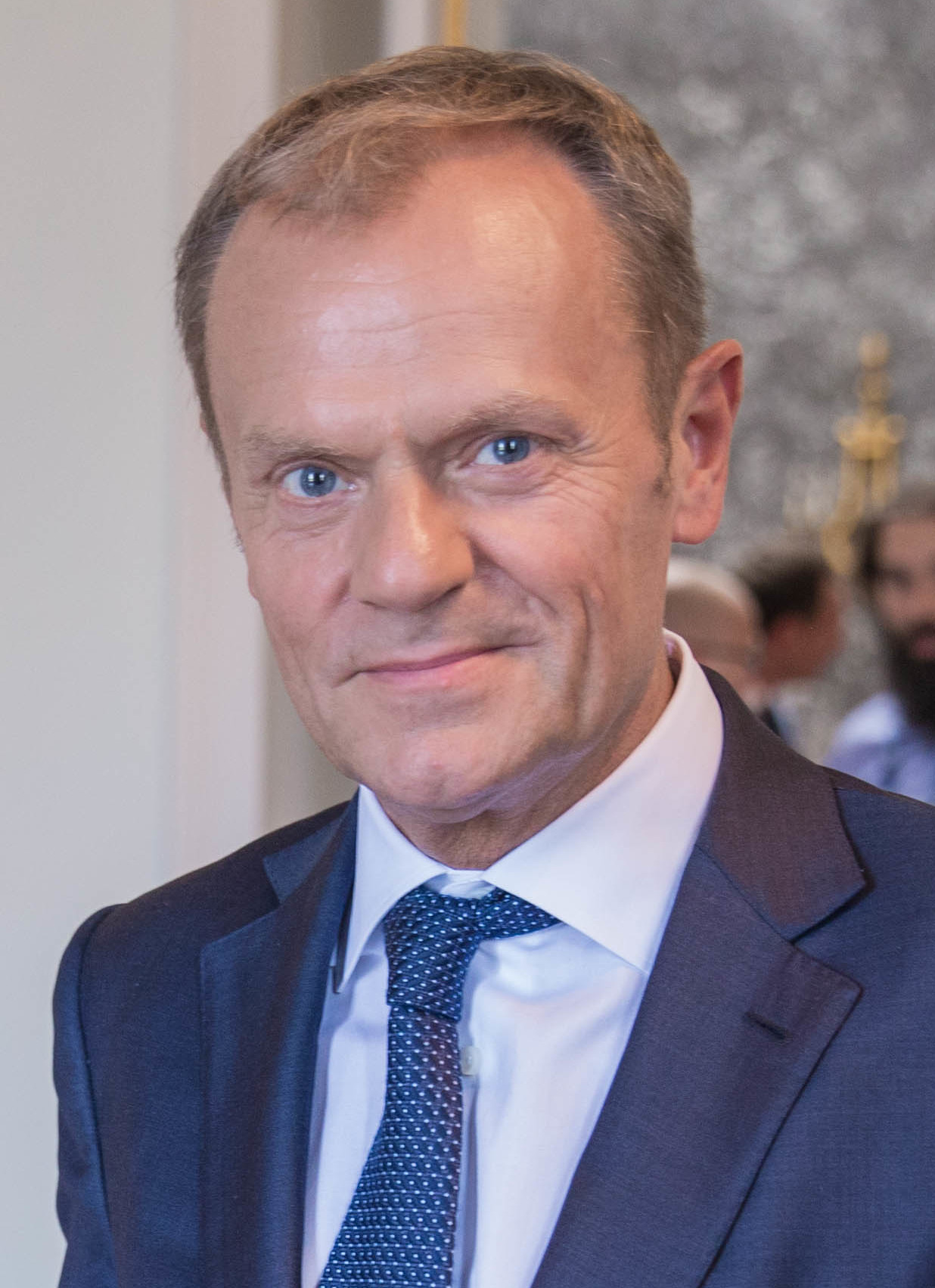
' Donald Tusk, Presidente del Consejo Europeo
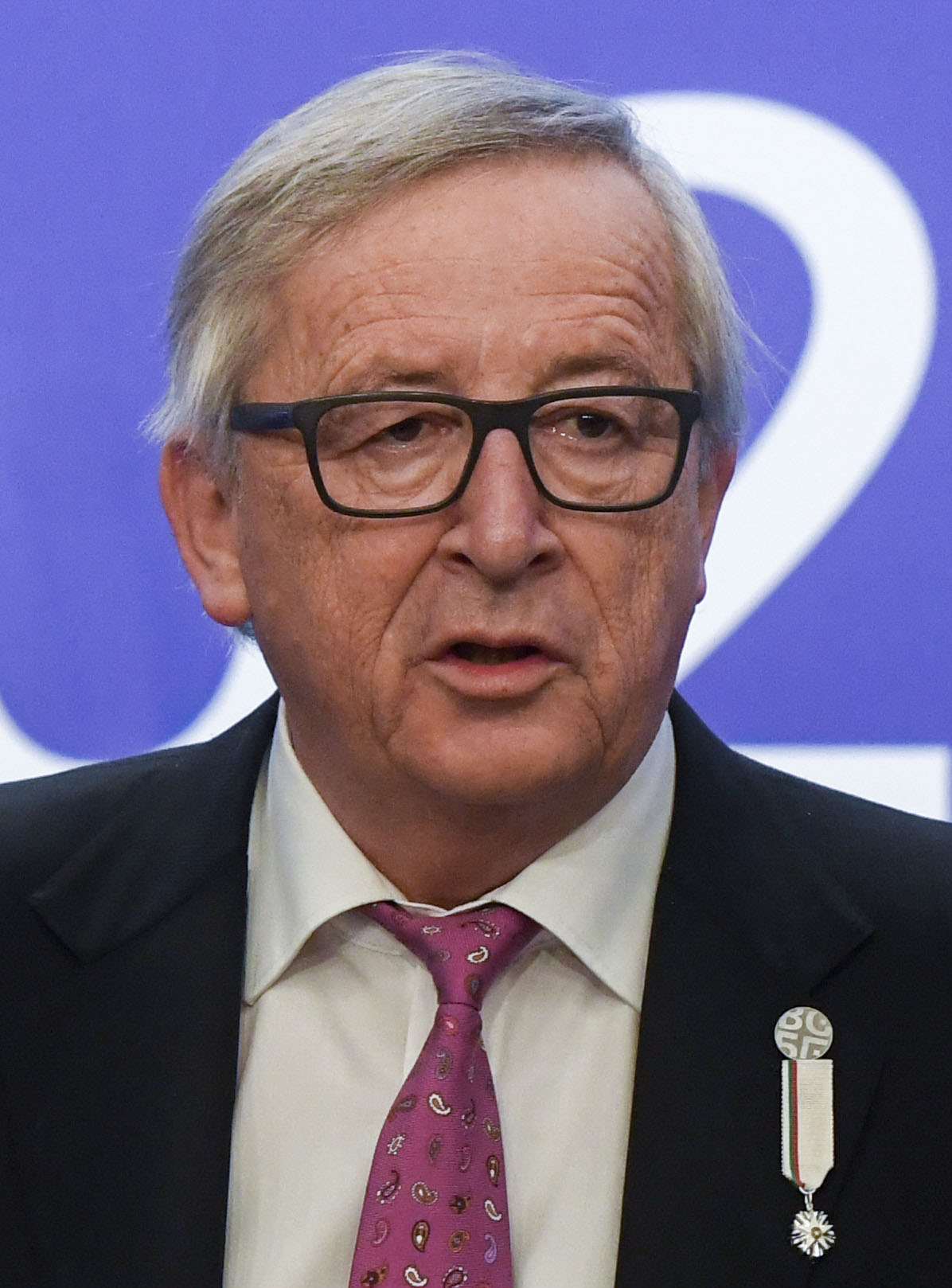
' Jean-Claude Juncker, presidente de la Comisión Europea

- Alemania
Angela Merkel, Canciller
- Austria
Walter Grahammer, representante ante la UE
- Bélgica
Charles Michel, Primer ministro
- Bulgaria
Rosen Plevneliev, Presidente
- Chipre
Nicos Anastasiades, Presidente
- Croacia
Zoran Milanović, Primer ministro
- Dinamarca
Kim Jørgensen, representante ante la UE
- Eslovaquia
Miro Cerar, Primer ministro
- Eslovenia
Miroslav Lajčák, viceministro de Asuntos Exteriores
- España
Mariano Rajoy, Presidente del Gobierno
- Estonia
Taavi Rõivas, Primer ministro
- Finlandia
Juha Sipilä, Primer ministro
- Francia
François Hollande, Presidente
- Grecia
Alexis Tsipras, Primer ministro
- Hungría
Viktor Orbán, Primer ministro
- Irlanda
Enda Kenny, Taoiseach
- Italia
Paolo Gentiloni, ministro de Relaciones Exteriores
- Letonia
Laimdota Straujuma, Primera ministra
- Lituania
Algirdas Butkevičius, Primer ministro
- Luxemburgo
Xavier Bettel, Primer ministro
- Malta
Joseph Muscat, Primer ministro
- Países Bajos
Mark Rutte, Primer ministro
- Polonia
Ewa Kopacz, Primera ministra
- Portugal
Rui Machete, ministro de Asuntos Exteriores
- Reino Unido
David Cameron, Primer ministro
- República Checa
Bohuslav Sobotka, Primer ministro
- Rumania
Klaus Iohannis, Presidente
- Suecia
Stefan Löfven, Primer ministro
- Unión Europea
Donald Tusk, Presidente del Consejo Europeo
- Unión Europea
Jean-Claude Juncker, presidente de la Comisión Europea

### Comunidad de Estados Latinoamericanos y Caribeños

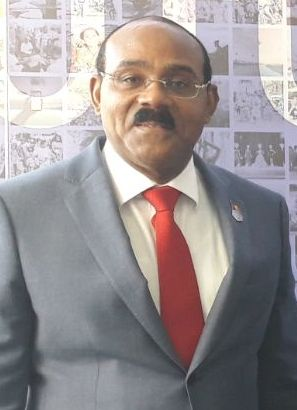
ATG Gaston Browne, Primer ministro
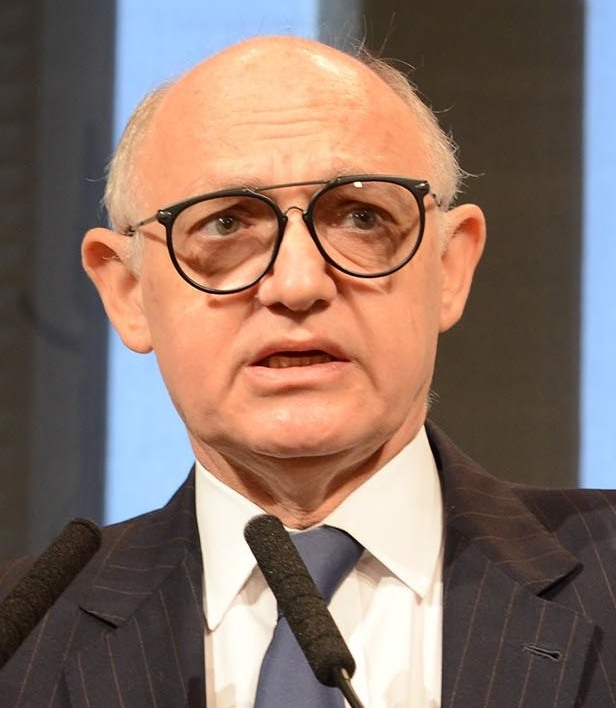
ARG Héctor Timerman, ministro de Relaciones Exteriores
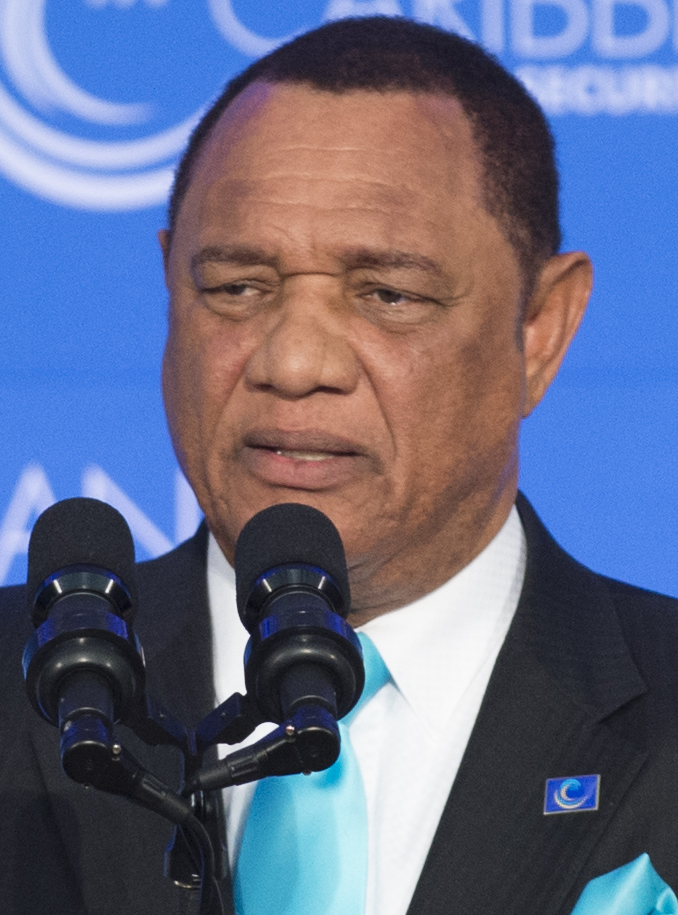
BAH Perry Christie, Primer ministro
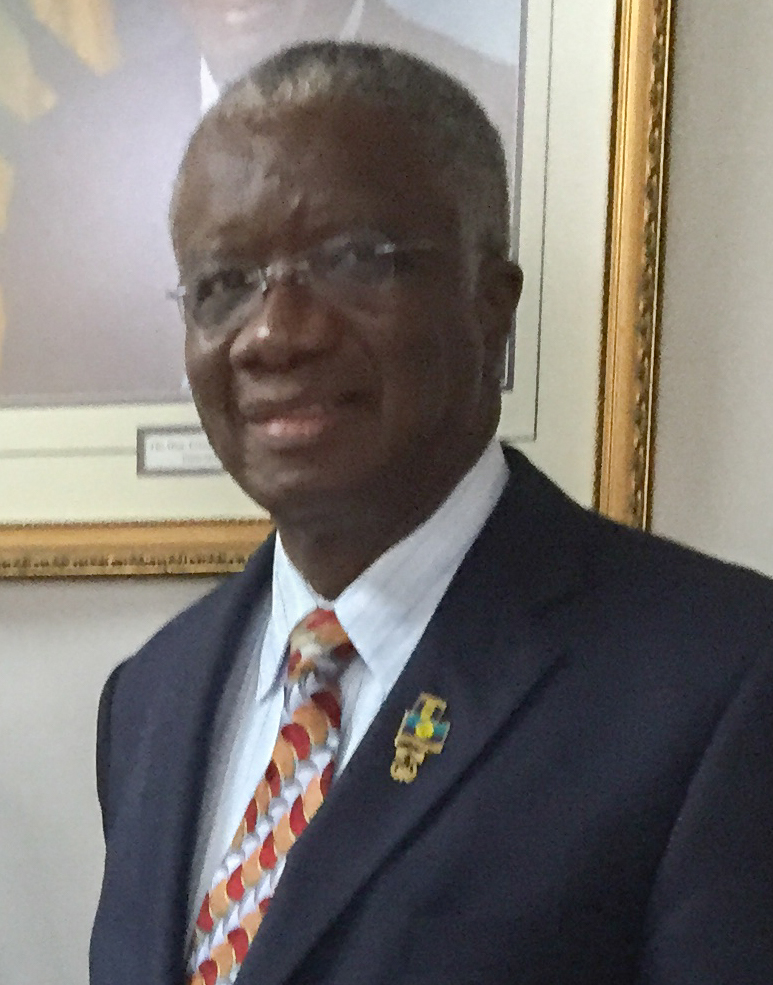
BAR Freundel Stuart, Primer ministro
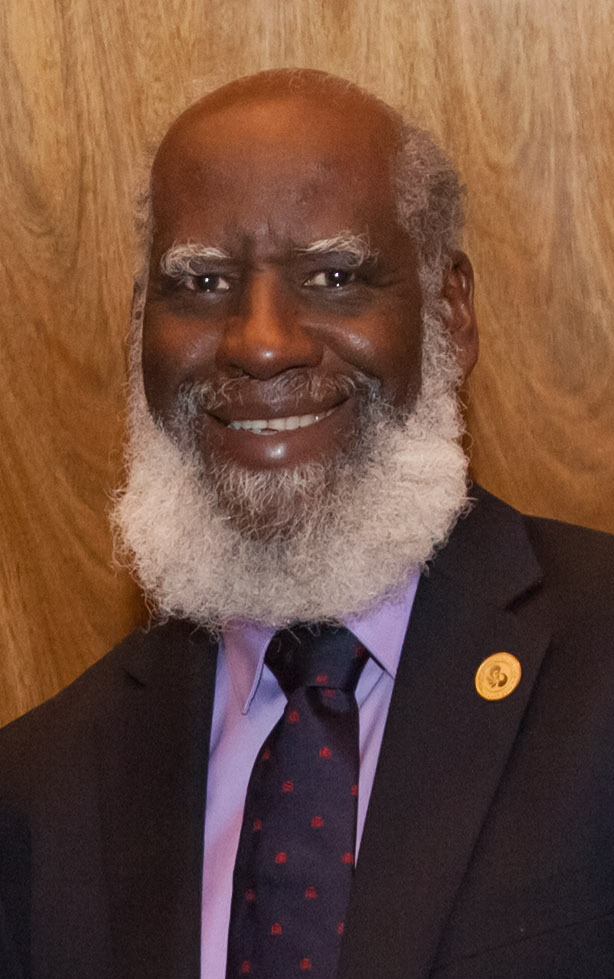
BLZ Wilfred Elrington, ministro de Relaciones Exteriores
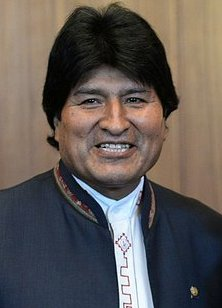
BOL Evo Morales, Presidente
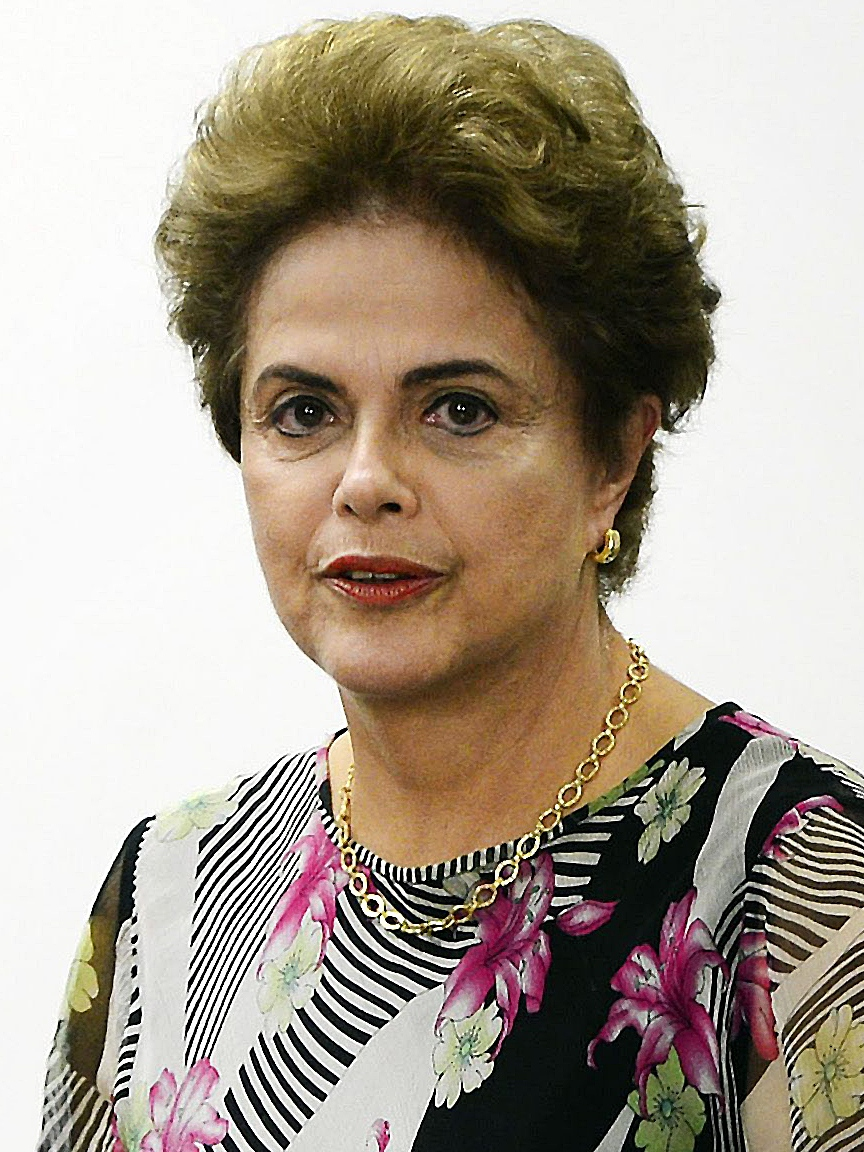
BRA Dilma Rousseff, Presidenta
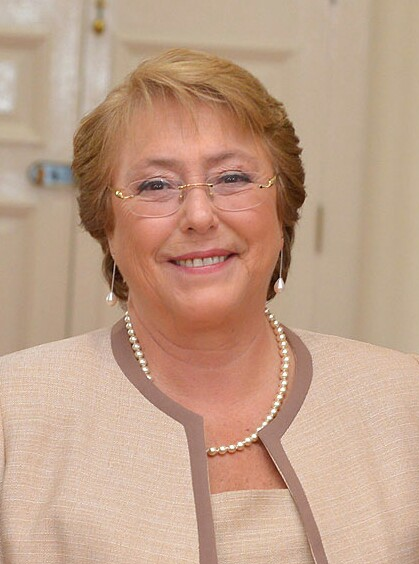
CHI Michelle Bachelet, Presidenta
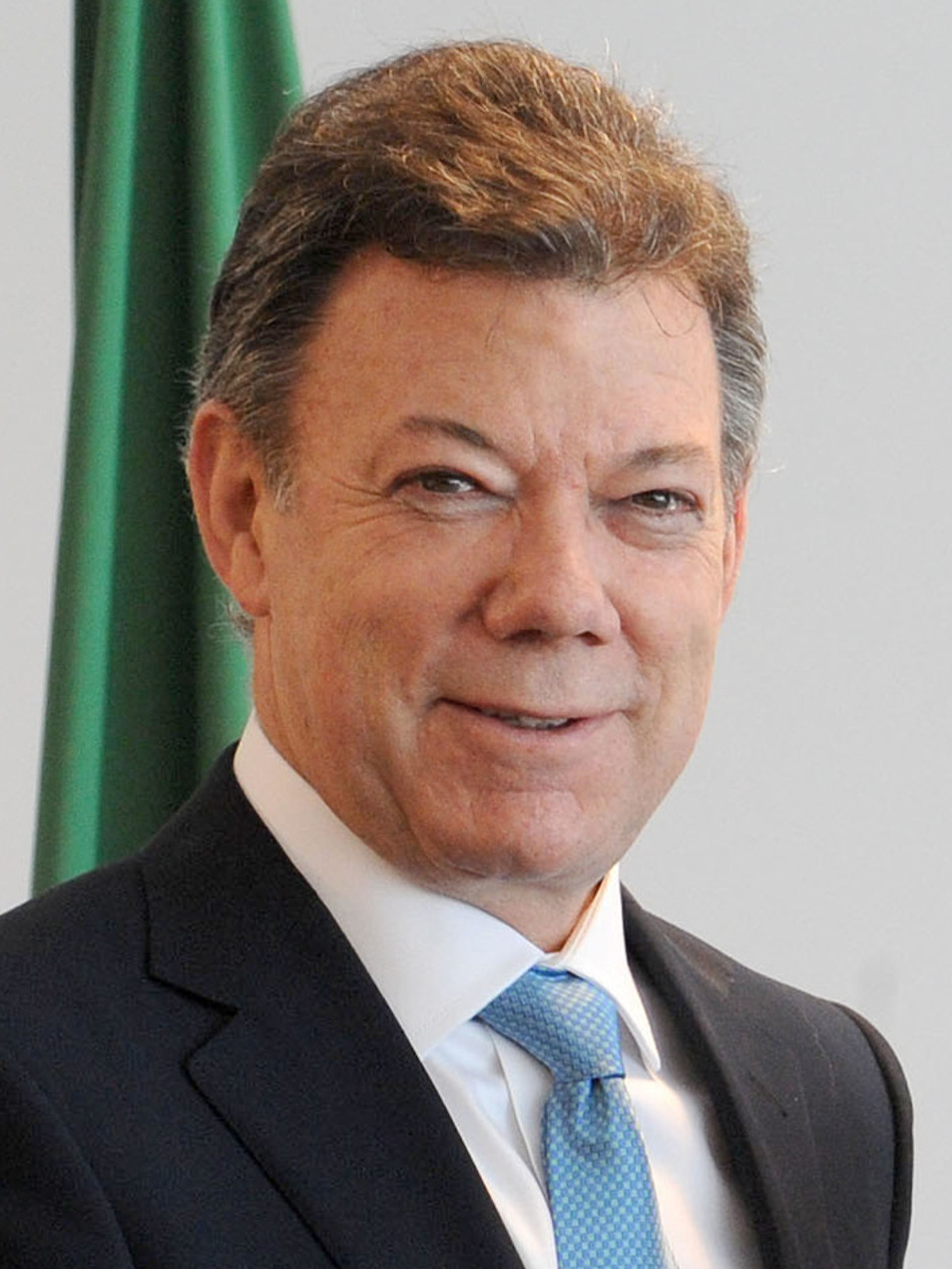
COL Juan Manuel Santos, Presidente
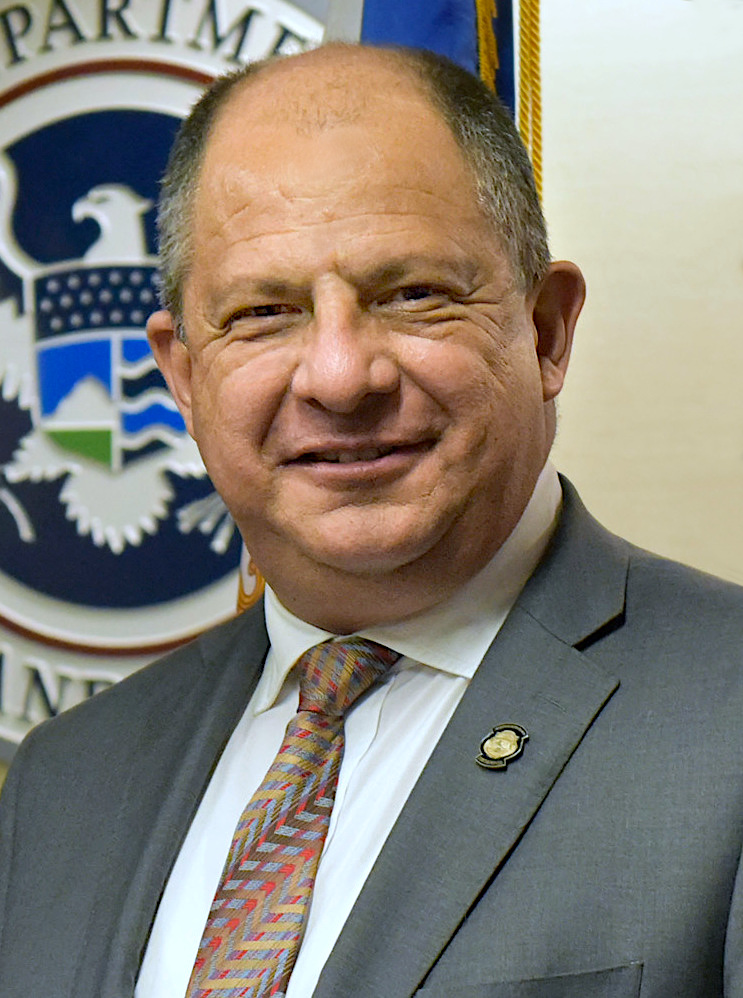
CRI Luis Guillermo Solís, Presidente
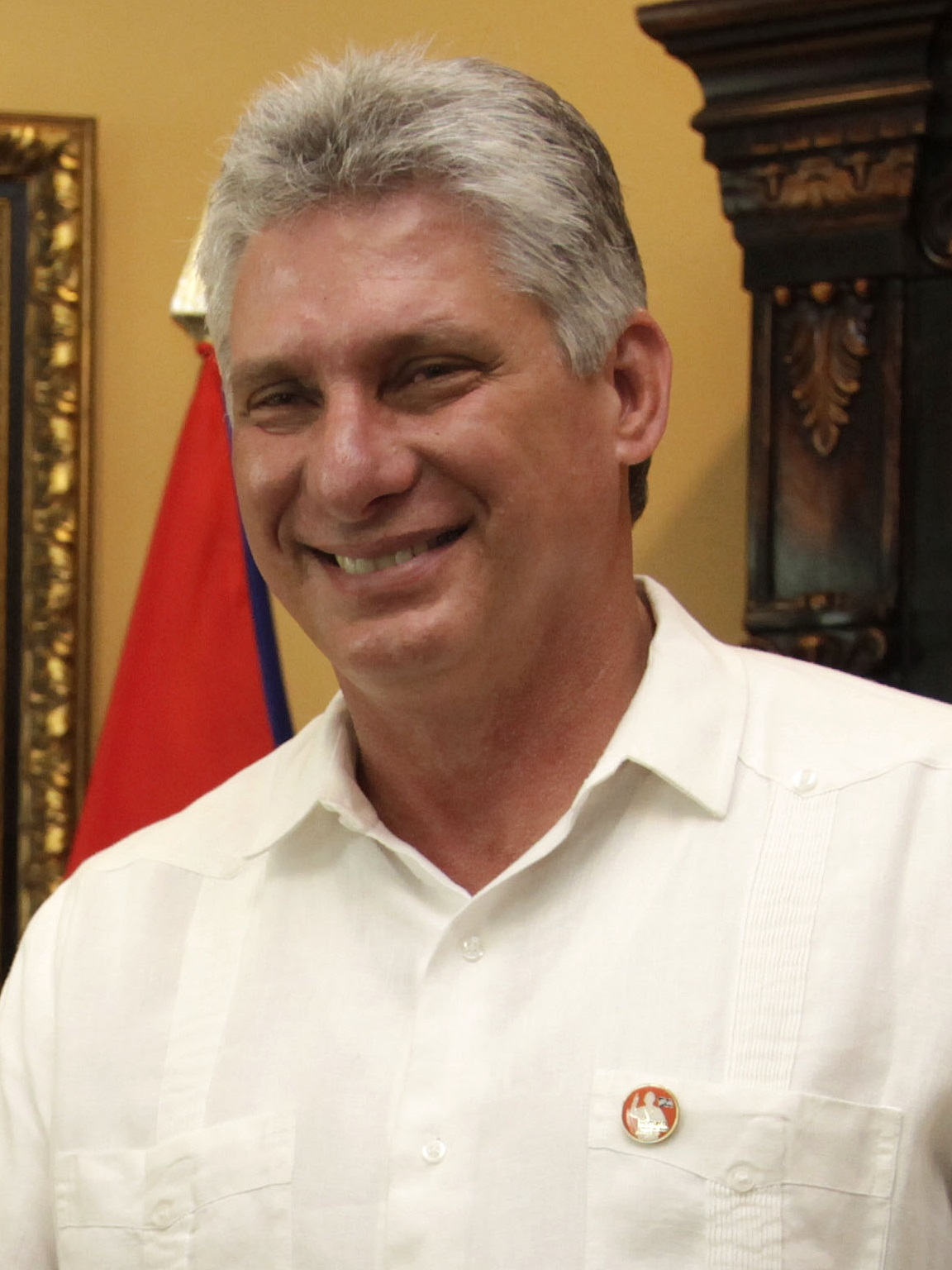
CUB Miguel Díaz Canel, Vicepresidente
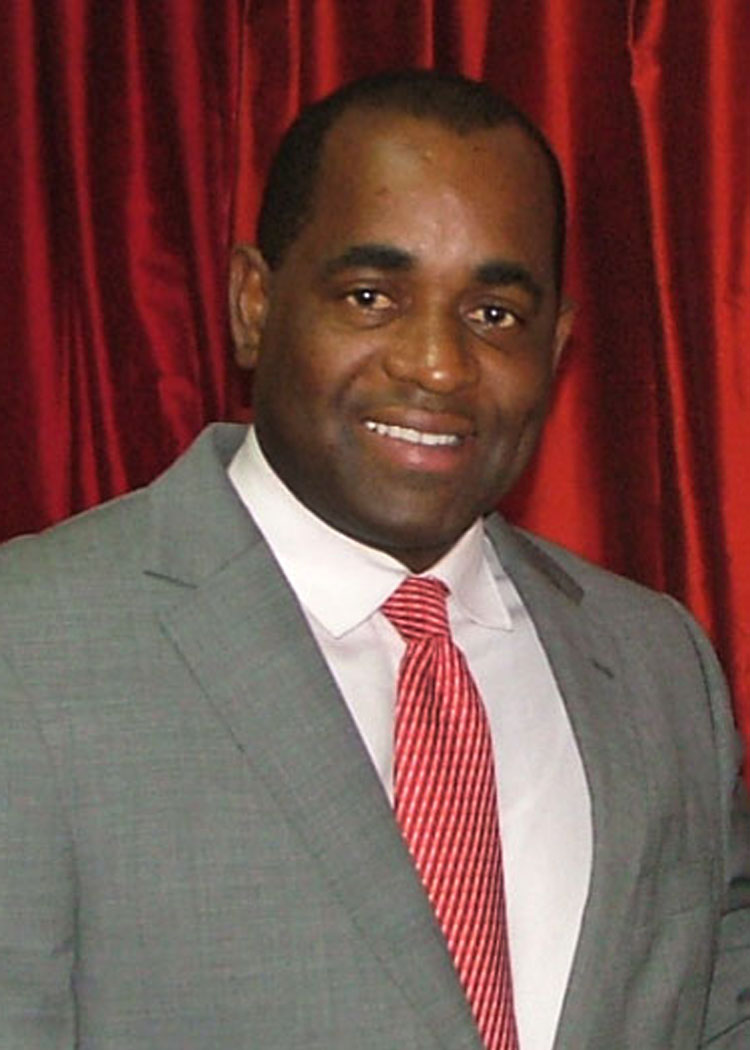
DMA Roosevelt Skerrit, Primer ministro
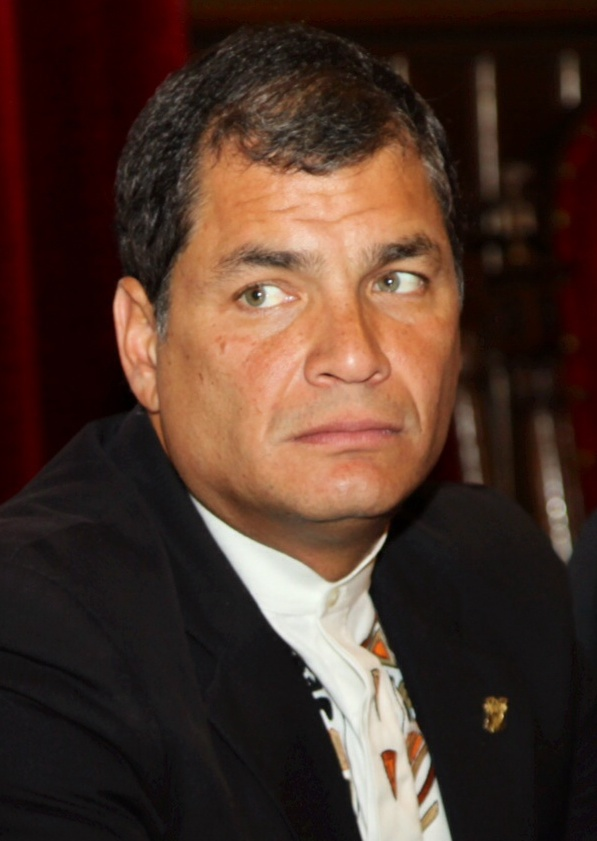
ECU Rafael Correa, Presidente
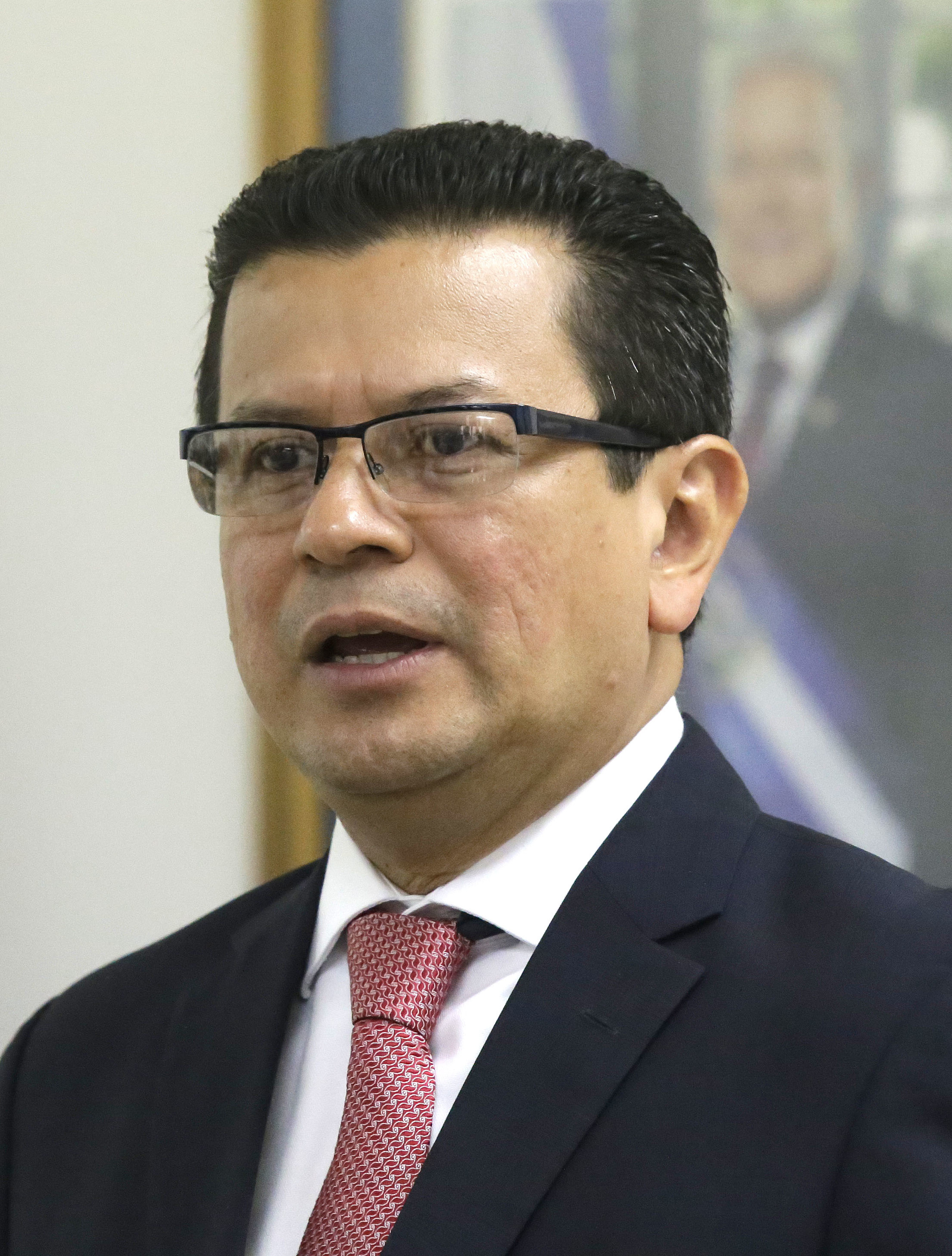
ESA Hugo Martínez, ministro de Relaciones Exteriores
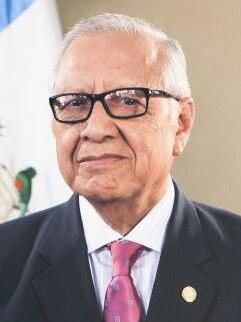
GUA Alejandro Maldonado, Vicepresidente
GRD Oliver Joseph, ministro de Desarrollo Económico
GUY Totaram Neville, secretario adjunto
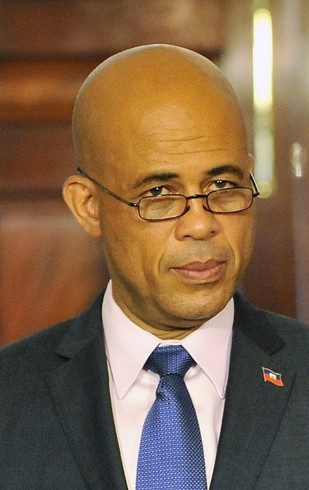
HAI Michel Martelly, Presidente
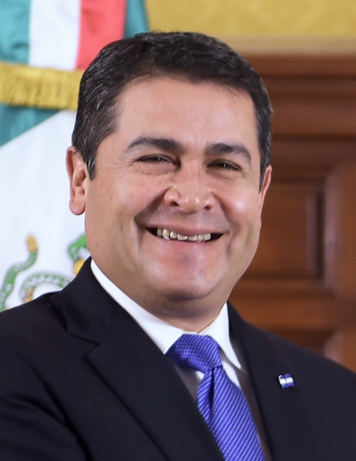
HON Juan Orlando Hernández, Presidente
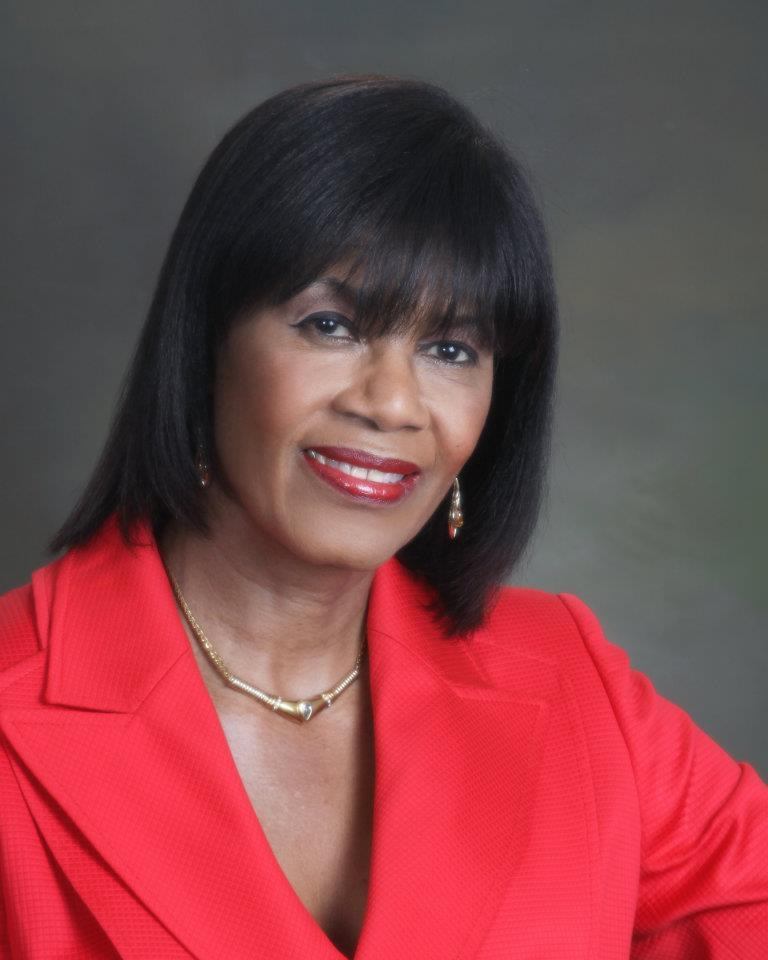
JAM Portia Simpson-Miller, Primera ministra
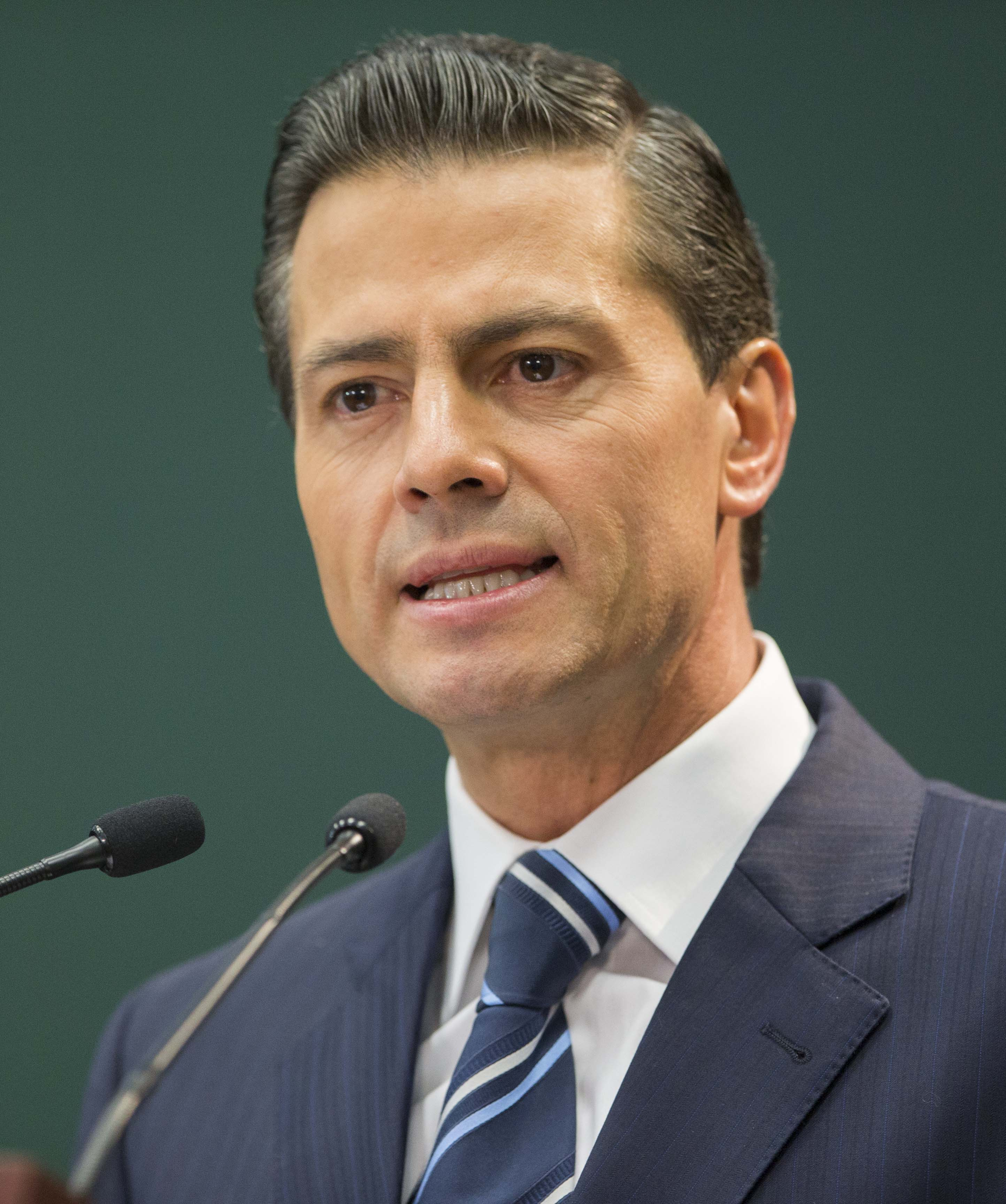
MEX Enrique Peña Nieto, Presidente
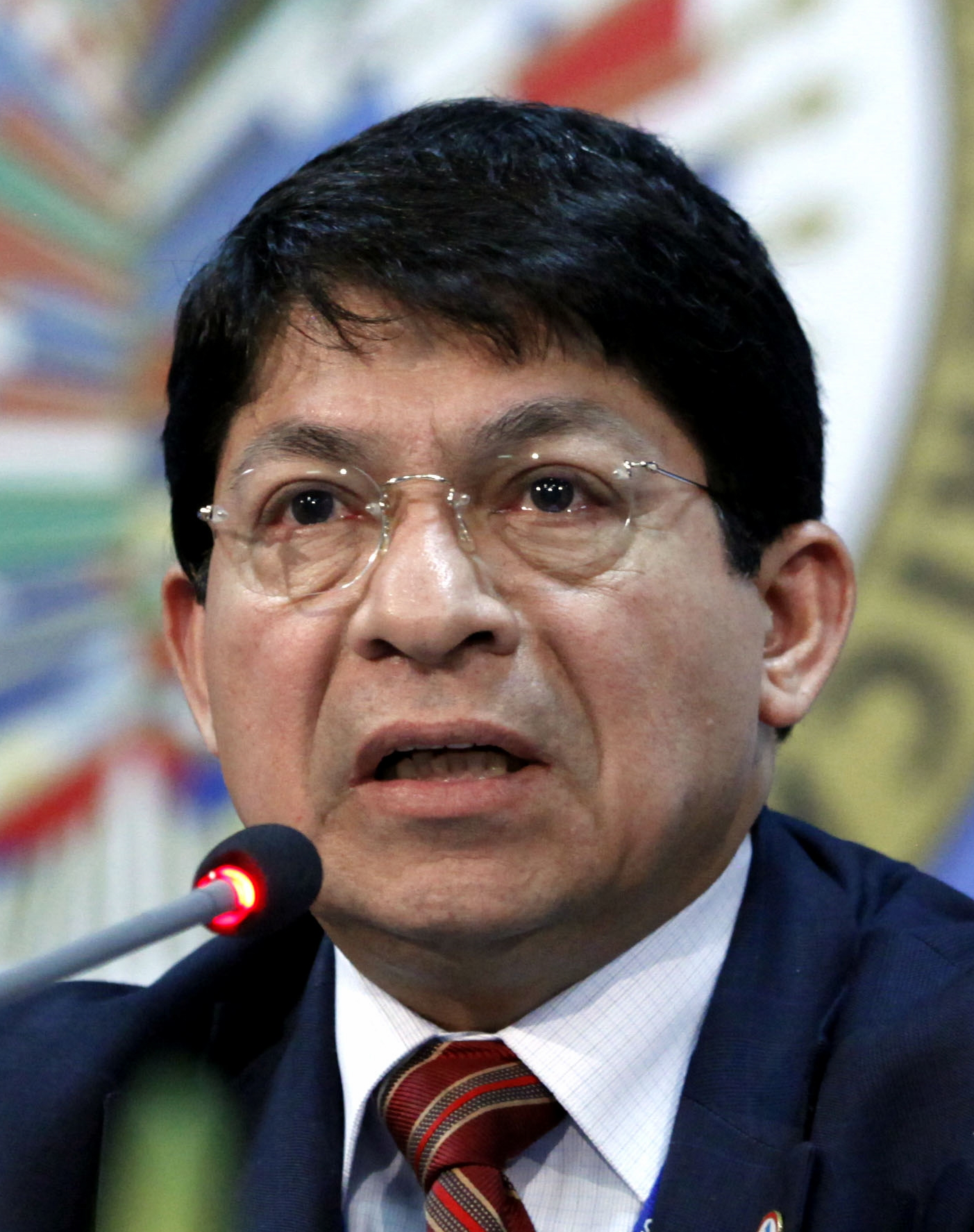
NIC Denis Moncada, Viceministro de Relaciones Exteriores
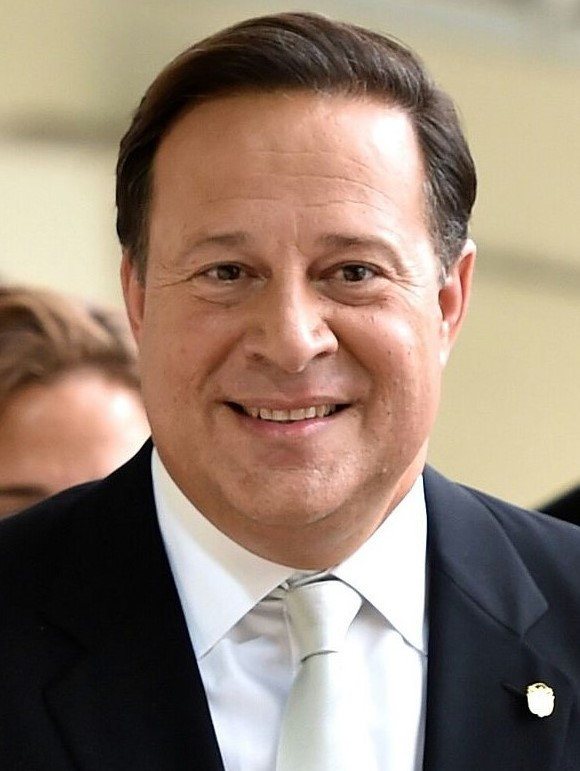
PAN Juan Carlos Varela, Presidente
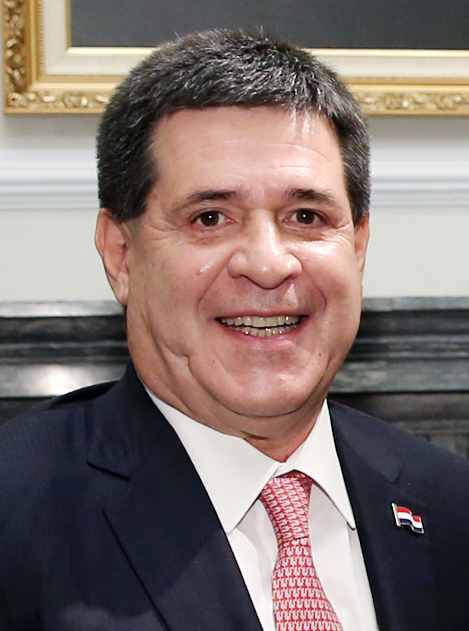
PAR Horacio Cartes, Presidente
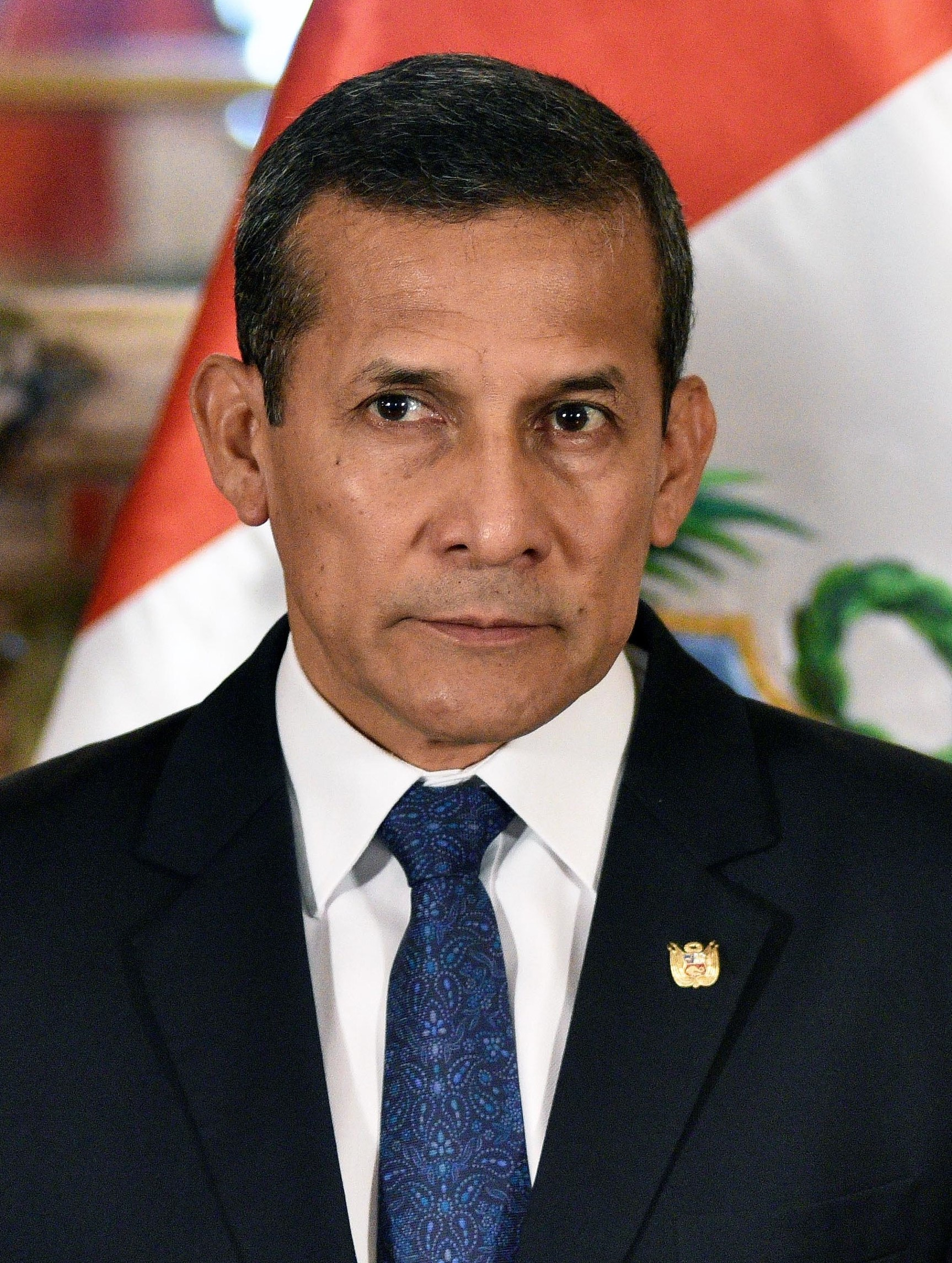
PER Ollanta Humala, Presidente
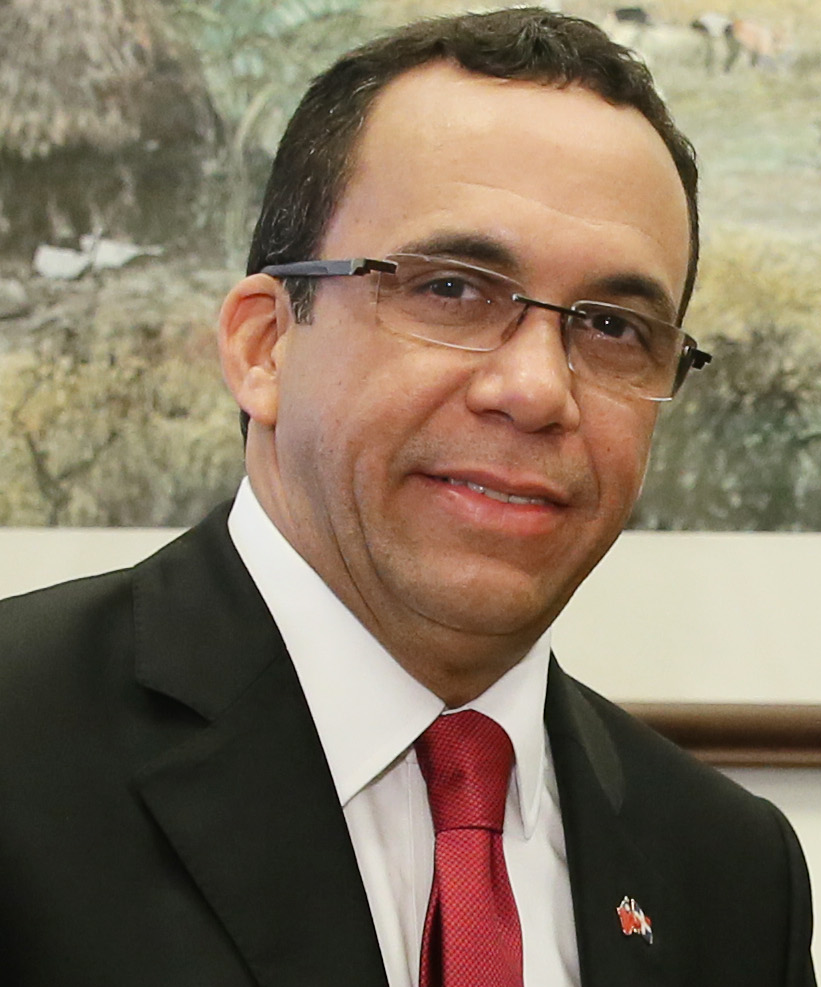
DOM Andrés Navarro García, ministro de Relaciones Exteriores
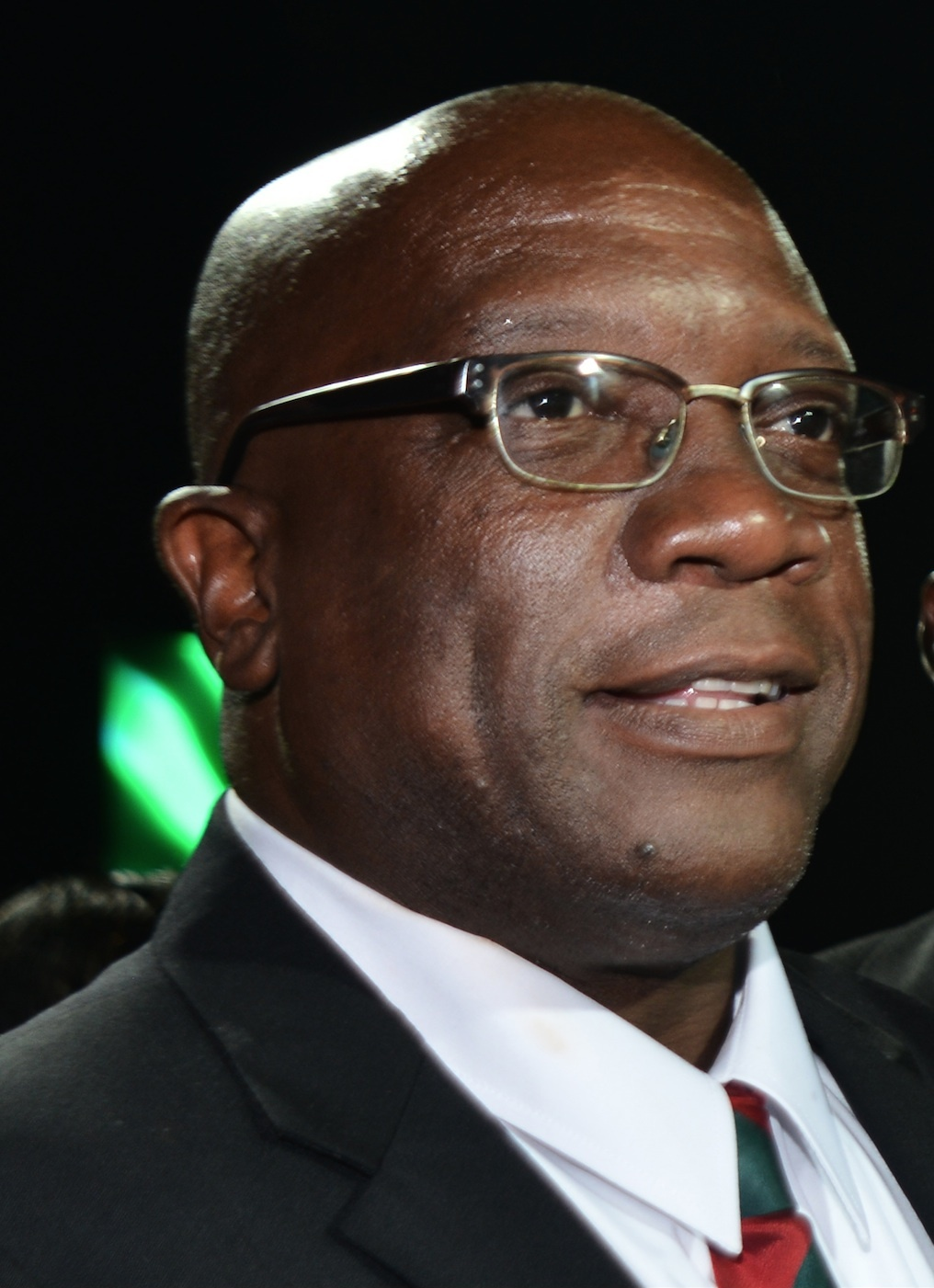
SKN Timothy Harris, Primer ministro
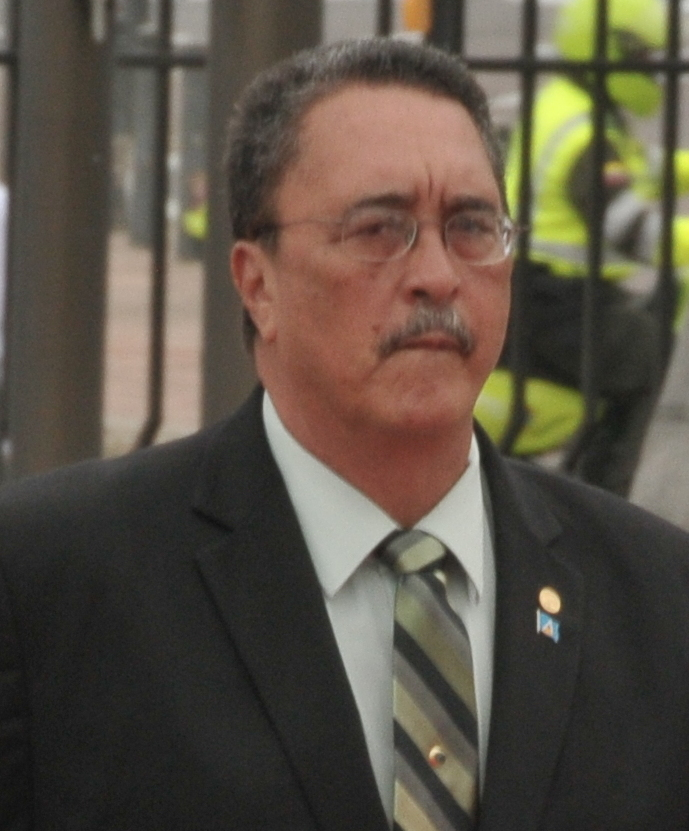
LCA Kenny Anthony, Primer ministro
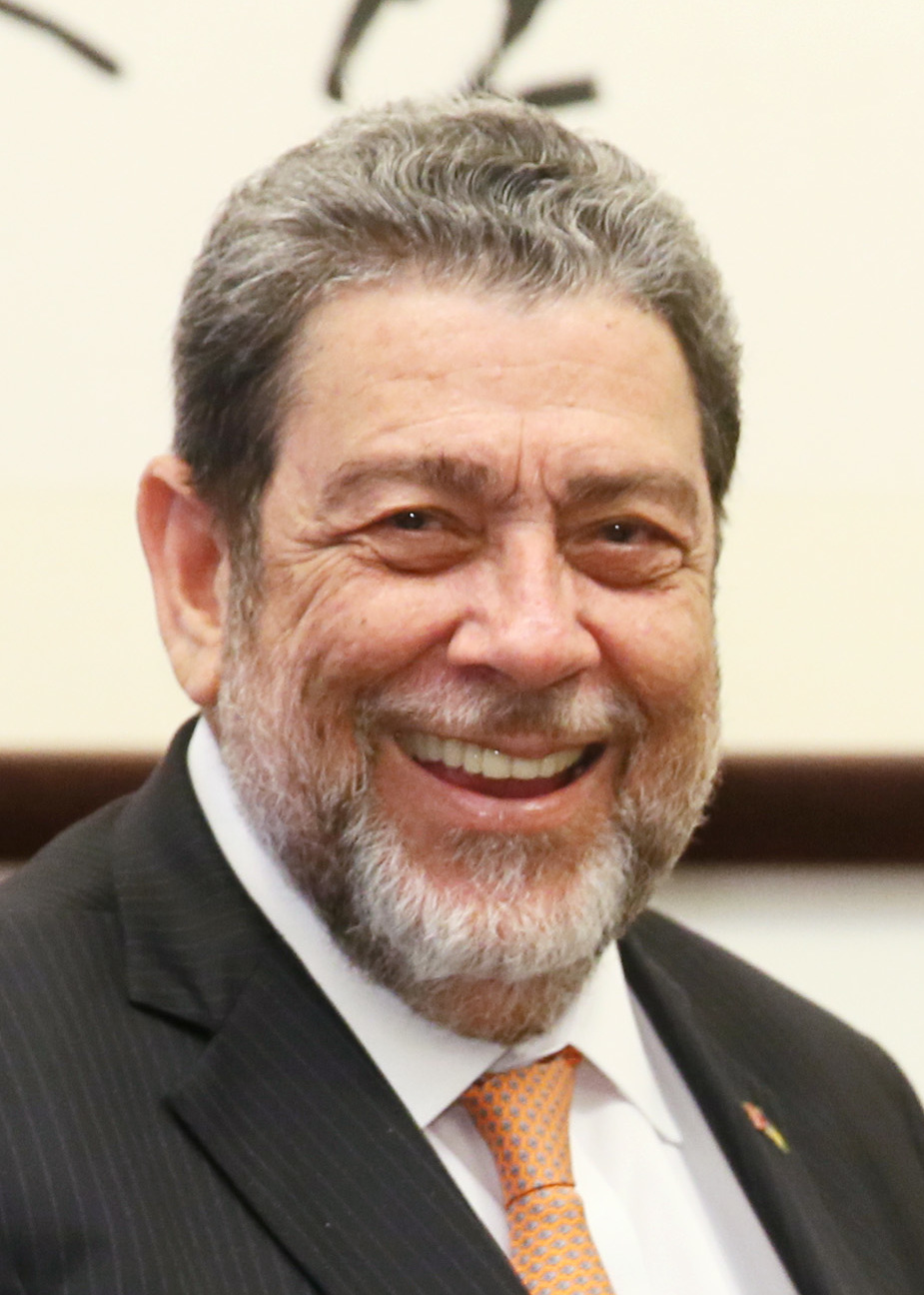
VIN Ralph Gonsalves, Primer ministro
SUR Wilfred Christopher, embajador ante la UE
TRI Margaret King-Rousseau, embajadora ante la UE
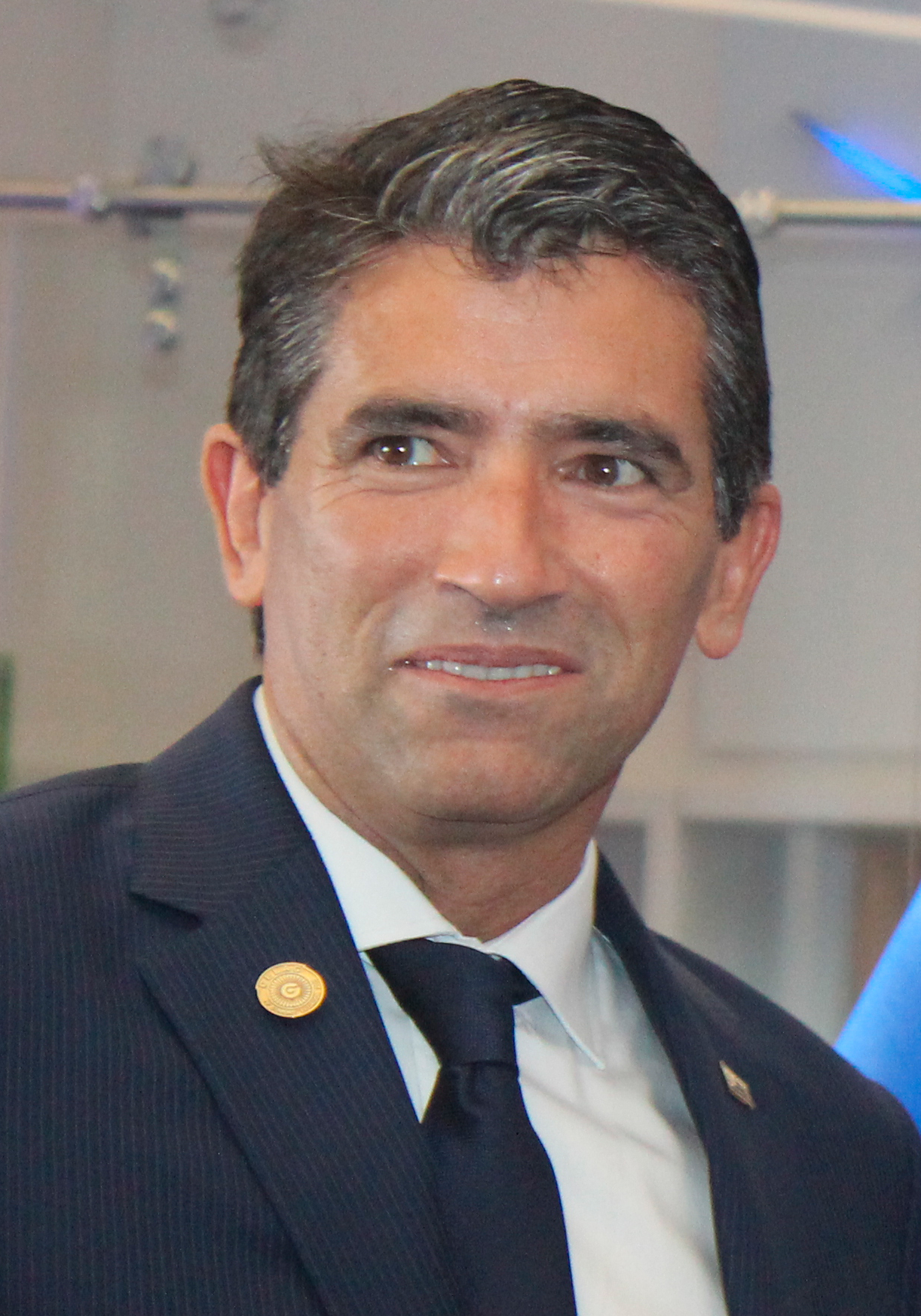
URU Raúl Sendic Rodríguez, Vicepresidente
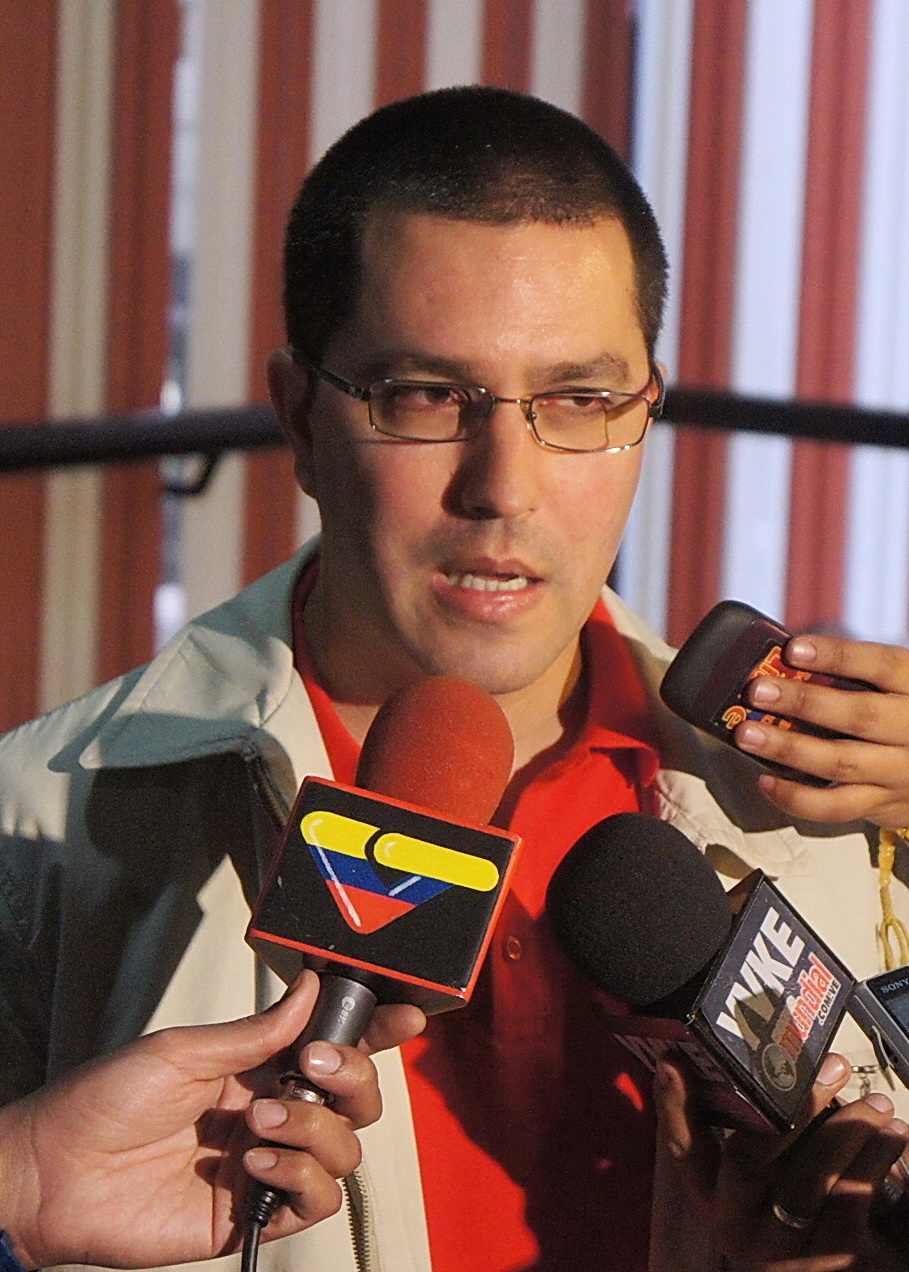
VEN Jorge Arreaza, Vicepresidente

- Antigua y Barbuda
Gaston Browne, Primer ministro
- Argentina
Héctor Timerman, ministro de Relaciones Exteriores
- Bahamas
Perry Christie, Primer ministro
- Barbados
Freundel Stuart, Primer ministro
- Belice
Wilfred Elrington, ministro de Relaciones Exteriores
- Bolivia
Evo Morales, Presidente
- Brasil
Dilma Rousseff, Presidenta
- Chile
Michelle Bachelet, Presidenta
- Colombia
Juan Manuel Santos, Presidente
- Costa Rica
Luis Guillermo Solís, Presidente
- Cuba
Miguel Díaz Canel, Vicepresidente
- Dominica
Roosevelt Skerrit, Primer ministro
- Ecuador
Rafael Correa, Presidente
- El Salvador
Hugo Martínez, ministro de Relaciones Exteriores
- Guatemala
Alejandro Maldonado, Vicepresidente
- Granada
Oliver Joseph, ministro de Desarrollo Económico
- Guyana
Totaram Neville, secretario adjunto
- Haití
Michel Martelly, Presidente
- Honduras
Juan Orlando Hernández, Presidente
- Jamaica
Portia Simpson-Miller, Primera ministra
- México
Enrique Peña Nieto, Presidente
- Nicaragua
Denis Moncada, Viceministro de Relaciones Exteriores
- Panamá
Juan Carlos Varela, Presidente
- Paraguay
Horacio Cartes, Presidente
- Perú
Ollanta Humala, Presidente
- República Dominicana
Andrés Navarro García, ministro de Relaciones Exteriores
- San Cristóbal y Nieves
Timothy Harris, Primer ministro
- Santa Lucía
Kenny Anthony, Primer ministro
- San Vicente y las Granadinas
Ralph Gonsalves, Primer ministro
- Surinam
Wilfred Christopher, embajador ante la UE
- Trinidad y Tobago
Margaret King-Rousseau, embajadora ante la UE
- Uruguay
Raúl Sendic Rodríguez, Vicepresidente
- Venezuela
Jorge Arreaza, Vicepresidente

## Algunos eventos anexos

### Asamblea Parlamentaria Euro-Latinoamericana (EuroLat)
El 4, 5 y 6 de junio de 2015

### La II Cumbre Académica UE CELAC
El 8 y 9 de junio de 2015 en Bruselas: La reunión de académicos, investigadores y centros de estudios que tiene por objeto promover la cooperación universitaria, científica y tecnológica y sus relaciones con el sector productivo y el sector público.
Resultado de dicho encuentro fue la Declaración de la Cumbre Académica de Santiago.

### La II Cumbre Empresarial UE-CELAC
El 10 de junio de 2015 la reunión de empresarios de los países participantes en la cumbre. La I Cumbre Empresarial fue organizada por la Confederación de la Producción y el Comercio y en ella participaron más de 800 líderes empresariales y políticos.